# 珊瑚海海战
珊瑚海海战（英語：Battle of the Coral Sea）是一场于1942年5月4日至5月8日发生于珊瑚海的海上战斗，是太平洋战争中的一场重要战役。参战双方分别为大日本帝國海軍，以及美国和澳洲的海上及空中力量，这是第一次的航母对战，是第一次双方舰队都在视线距离外进行、也是第一次双方战舰没有直接交火的海战。
日军为了增强在南太平洋的防御态势决心占领新幾內亞的莫尔兹比港和所罗门群岛中的图拉吉岛。日军为此发动了MO作戰，由海军中将井上成美全权指挥，出动了联合舰队的多支作战舰队，其中包括为舰队提供空中掩护和支护的两艘舰队航母和1艘轻型航母。美国通过情报部门得知了该计划，遂派出两支航母特混舰队以及1支美澳联合舰队迎击进犯的日军。
5月3-4日日军顺利攻占图拉吉岛，但数艘参战舰艇受到美军舰队航母約克鎮号的飞机的突袭，或沉或伤。察知美军航母出没的日军遂派出其航母前往珊瑚海，意图搜寻并摧毁盟军海上力量。自5月7日始双方在两天内进行多次空中交战。首日的交锋中，美军击沉日军轻型航母祥凤号，美军1艘驱逐舰被击沉、1艘舰队油船受重创（后被解体）。次日日军舰队航母翔鹤号受重创，而美军舰队航母列星頓號（又译列克星敦、莱克星顿、李克星頓）则受到了毁灭性的打击，不久沉没；约克鎮号也被击伤。由于双方航母均有损伤乃至沉没、舰载航空兵力也损耗严重，双方遂脱离接触，离开该海域，由于失去了空中掩护，井上召回了突击舰队。
這場戰鬥結果是雙方平手，不過单就击沉的舰艇而言，日军取得了本次作战的胜利，盟军被认为在战略上取胜，这是开战以来日军战略方向上的进攻首度受阻。更重要的是舰队航母翔鹤号受重创，瑞鹤则飞机损耗严重而无法得到补充，两者皆缺席1个月之后決定太平洋戰爭戰局的中途岛海战，使得該役双方飞机数量相差无几，为中途岛战役中美军取胜夺得先机，日本的航母艦隊更在中途岛海战中全軍覆沒，喪失了太平洋戰場的主導權。

## 战前背景

### 日本的扩张
1942年初日军在短短数月间四处出击，相继占领了菲律宾、新加坡、荷屬東印度、威克島、新不列顛岛、吉尔伯特群岛以及關島，给予当面的盟军海陆空军事力量沉重打击。日本寄希望于组建1个环形防线（所谓“绝对国防圈”），意图以渐减迎击的消耗战来应对盟军的反击。
战争爆发后不久，日本海军军令部的参谋部提出了入侵澳洲的计划，与此呼应，3月12日时任日本内阁首相及陆军大臣东条英机说：
|                                           | 澳洲和紐西蘭正受到日军的威胁，它们应该知道任何反抗都是枉然的，如澳洲政府仍坚决不改变对日本的态度，它将遭受与荷属东印度同样的命运。 |
| ——Battle of The Coral Sea - May 4-8, 1942 | |

但日本陆军对此计划提出非议，声称缺乏足够的兵力和运力以支撑如此宏大的战役。另一方面时任第4舰队（亦称南洋舰队，包括了大部分日军在南太平洋的舰艇）司令井上成美中将则更青睐占领位于所罗门群岛东南的图拉吉、以及新幾內亞的莫尔兹比港，据此以陆基飞机威胁澳洲北部地区。井上认为占领这些地方可以为日军位于新不列颠的主要基地拉包爾提供更宽广的防御纵深，海军军令部和陆军同意了井上的提议并据此策划一系列作战，进一步占领新喀里多尼亞、斐濟、萨摩亚等地，以切断美国和澳洲之间的补给和交通线。
1942年4月日本陆海军提出了MO作戰计划，该计划要求从海上发动进攻，5月10日攻占莫尔兹比港，计划也提到要在5月2-3日占领图拉吉岛，在此地针对同盟国在南太平洋的存在建立水上飞机基地，为侦察机提供支持。在完成MO作战后，海军将发起RY作战，利用MO作战后的战舰15日攻占瑙鲁岛和大洋岛，以夺取岛上的磷酸盐矿产，此外还计划了FS作戰，在MO和RY作战结束后占领斐济、萨摩亚和新喀里多尼亚。但在薩拉馬瓦-萊城的作战中，日军3月在新幾內亞地区受到盟军陆基及舰载飞机的袭击，蒙受了相当的损失，井上遂请求联合舰队为MO作战部队提供空中支援。其中尤其让井上忧心忡忡的是盟军驻扎在澳洲汤斯维尔和庫克敦的轰炸机，那些基地远在他自己驻扎在拉包尔和莱城的轰炸机的航程之外。
与此同时日本聯合艦隊司令山本五十六大将正在策划在中太平洋的中途島发动一场大战，以引诱躲过了珍珠港偷袭而依旧完好无损的美军航母出击，图谋一战定胜负。但山本依然分出了一些舰艇给井上，包括两艘大型舰队航母、一艘轻型航母、一支巡洋舰编队和两支驱逐舰编队，并委任井上为海上指挥。

### 盟军的反应
日军有所不知的是，美国的魔术解码已经能部分解开日军的加密电文和通信。至1942年3月日本海军近半通信中都使用了的Ro电（美方代号“JN-25B”）已经有15%的密码代码被美方破解，至5月美军已经可以掌握Ro电85%的内容。
1942年3月美国从截获的訊息中得知了MO作战，4月5日美方侦知日军即将派遣1艘航母和其他大型舰艇以参加井上的行动，4月13日英国方面破获一条发给井上的訊息，告知其第5航空戰隊（简称“5航战”）的舰队航母翔鹤、瑞鹤正从台湾出发经特鲁克前往。英国人将这条訊息转给了美国人，并且附上他们的推测，即莫尔兹比港（又譯名為莫士比港或摩斯比港）很有可能就是MO。
新任美国太平洋战区总司令切斯特·尼米兹海军上将与其参谋人员进行了讨论，认定日本将于5月初在西南太平洋发动大规模的进攻，目标很有可能就是莫尔兹比港。盟军视莫尔兹比港为抵抗日军在西南太平洋的进攻、同时也是计划之中由道格拉斯·麦克阿瑟上将率领的反攻的关键点。尼米兹的参谋人员亦总结到日军可能利用舰队航母对萨摩亚和蘇瓦发动空袭。尼米兹在与美国海军舰队总司令恩斯特·金恩海军上将商讨后，决定将太平洋舰队所有可用的4艘舰队航母全数派往珊瑚海，4月27日情报分析进一步确认了MO作战的诸多细节。
4月29日尼米兹下令4艘舰队航母以及辅助舰艇赶赴珊瑚海，弗莱彻麾下的第17特混舰队（下简称TF17）早已经在南太平洋，包括约克鎮号，还有护卫的3艘巡洋舰阿斯托里亚号、切斯特号、波特兰号，和4艘驱逐舰，以及1个由两艘油船（尼奥肖号、蒂珀卡努号）和两艘驱逐舰组成的补给船队，4月27日离开汤加塔布岛驶向珊瑚海（总共6艘驱逐舰分别为哈曼号驱逐舰 (DD-412)、安德森号、帕金斯号、莫里斯号、拉塞尔号和希姆斯号）。奥伯利·费奇海军少将指挥的第11特混舰队（下简称TF11）在斐济和新喀里多尼亚之间，拥有列克星敦号以及两艘巡洋舰（明尼阿波利斯号、新奥尔良号）、5艘驱逐舰（菲尔普斯号、杜威号、埃尔文号和莫纳干号）。威廉·哈尔西海军中将的第16特混舰队（下简称TF16）包括企业号和大黄蜂号，刚刚完成杜立特空袭的任务而回到中太平洋的珍珠港；虽然TF16立即出发，但终究没能赶上战斗。尼米兹下令在哈尔西赶到之前，由弗莱彻代行指挥。虽然珊瑚海是在麦克阿瑟的指挥区域，但弗莱彻和哈尔西在此地区依旧向尼米兹汇报，而没有向麦克阿瑟汇报。
另一方面日本根据截获的情报认为TF16回到珍珠港后中太平洋就只有1艘美军航母，但日本并不知道最后1艘航母的所在，但直到MO作战已经全面展开，才发现美军这艘航母已经出动。

## 战斗

### 序幕
在4月底，日军潜艇吕33和吕34对预定的登陆区域进行了侦察。这两艘船探查了羅塞爾島，德博因群島的锚地，乔马德海峡，以及从东面进入莫尔兹比港的通路，一路上都没有发现盟军的船只，遂分别于4月23、24日回到了拉包尔。
日本的莫尔兹比港攻略部队由阿部孝壮海军少将率领，由11艘运输船载着南海支队的大约5000名士兵，以及吴第三特别陆战队的500名士兵。为运输船队护航的是梶冈定道海军少将的第六水雷战队，包括1艘轻巡（夕张号）、5艘驱逐舰（追风号、朝凪号、睦月号、弥生号、望月号）。运输船队5月4日起航前往840海里（1,560）外的莫尔兹比港，次日与梶冈会合。船队以8节的速度航行，计划穿过乔马德海峡，绕过新几内亚南端，10日抵达莫尔兹比港。另一方面，莫尔兹比港的盟军守军大约5300人，其中只有一半是步兵，而且装备落后，还缺乏训练。

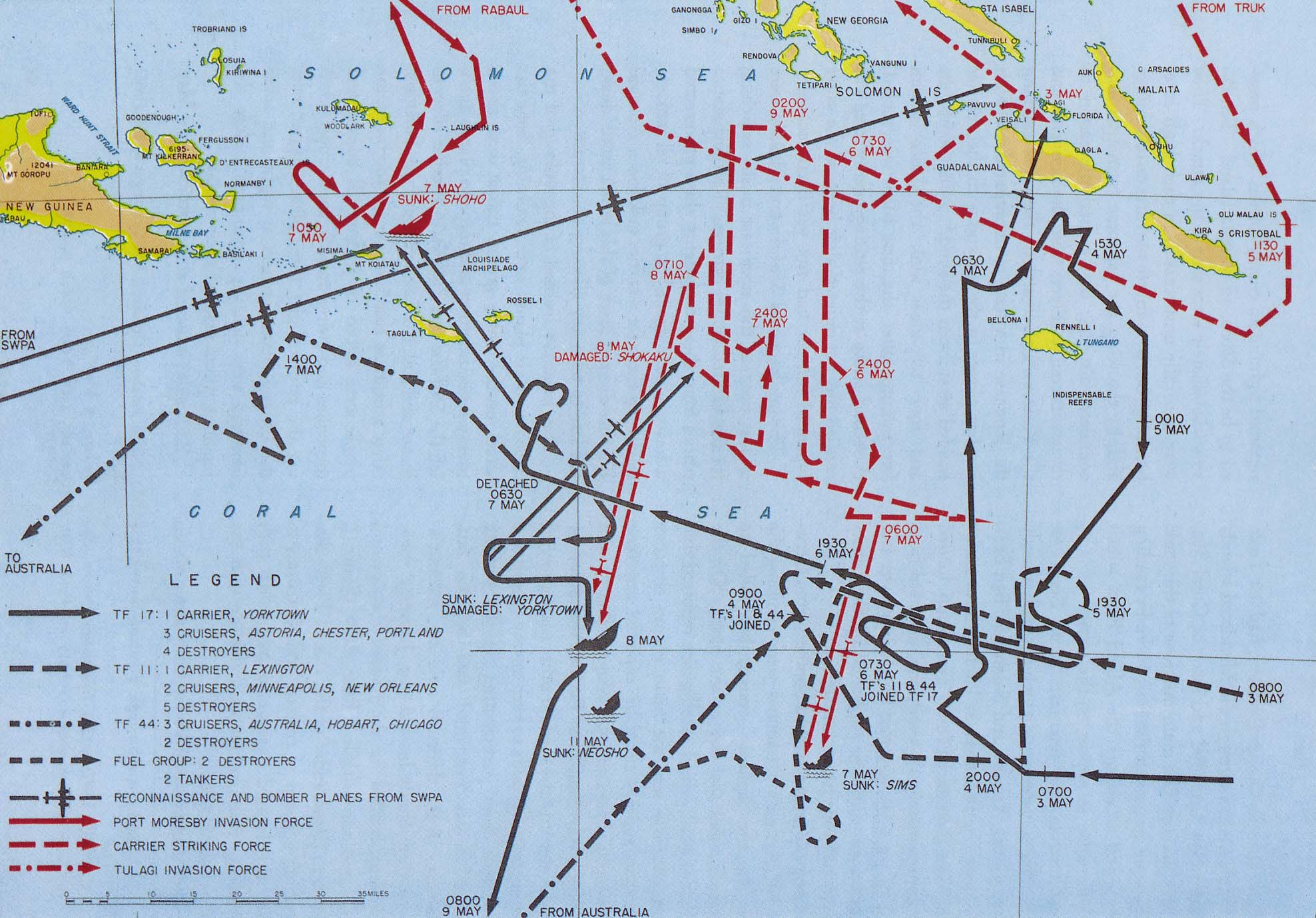
战役地图，5月3–9日，图上展示了主要的军事运动

指挥图拉吉攻略部队的则是志摩清英海军少将，手下有2艘布雷舰（旗舰冲岛）、2艘驱逐舰（菊月号、夕月号）、6艘扫雷艇、2艘猎潜艇和1艘装载着400名吴第三特别陆战队士兵的运输船。为其护航的是五藤存知海军少将率领的第6战队，包括轻型航母祥凤号、4艘重巡（青叶号、衣笠号、加古号、古鹰号）、1艘驱逐舰（涟号）。此外另有一支单独的支援队，即丸茂邦則的18战队，下有两艘轻巡（天龙号、龙田号）、2艘水上飞机母舰（神川丸、圣川丸）、3艘炮艇（日海丸、京城丸、勝泳丸），为图拉吉攻略部队提供远距离的掩护。5月3、4日占领图拉吉岛后，掩护舰队及支援舰队将赶往莫尔兹比港提供掩护。井上本人则是从鹿岛号训练巡洋舰上指挥本次MO作战。
五藤的舰队4月28日离开特鲁克，从布干维尔岛和舒瓦瑟爾島之间穿过所罗门群岛，停泊在新喬治亞島附近。丸茂的支援队则4月29日从新爱尔兰岛出发，驶向聖伊莎貝爾島，5月2日建立了一处水上飞机基地，以支援图拉吉的进攻。志摩的部队则在4月30日离开拉包尔。
高木武雄海军少将的MO机动部队5月1日从特鲁克出发，以妙高为旗舰，除了第五战队两艘重巡（妙高号、羽黑号）外，还有原忠一海军少将的五航战的两艘大型航母（翔鹤、瑞鹤，旗舰瑞鹤），以及第27驱逐队的4艘驱逐舰（有明号、夕暮号、白露号、时雨号）。机动部队将位于所有部队的最东侧，进入瓜达尔卡纳尔岛（简称瓜岛）以南的珊瑚海，为攻略部队提供空中支援，消灭莫尔兹比港的空中力量，并且一俟盟军的海上力量进入珊瑚海即将其歼灭之。
机动部队在路途中曾经尝试往拉包尔运送9架战斗机，但由于天气恶劣，两次尝试均告失败，战斗机被迫返回航母，其中更有一架零战坠海。为了不耽误MO作战，高木放弃了运送战斗机的计划，而是前往所罗门群岛加油。
日军为了对盟军的舰队动向提供早期预警，还派出了潜艇伊22、伊24、伊28、伊29，在瓜岛西南建立警戒线。但弗莱彻的舰队在日军潜艇就位前就进入了珊瑚海，因此日军对其行动并不知晓。日军另有一艘潜艇伊21在努美阿附近警戒，5月2日遭到約克鎮的飞机的攻击。但伊21毫发无损，而且浑然不知自己曾经受到过攻击。努美阿附近另外还有一艘日军潜艇伊27在警戒。吕33、吕34则被派去封锁莫尔兹比港，这两艘潜艇5月5日就位。日军潜艇在战斗中无一与其他盟军舰艇交火。至于盟军，5月2日弗莱彻曾经派出驱逐舰安德森号和希姆斯号寻找日军潜艇，两舰3日早上返回，一无所获。

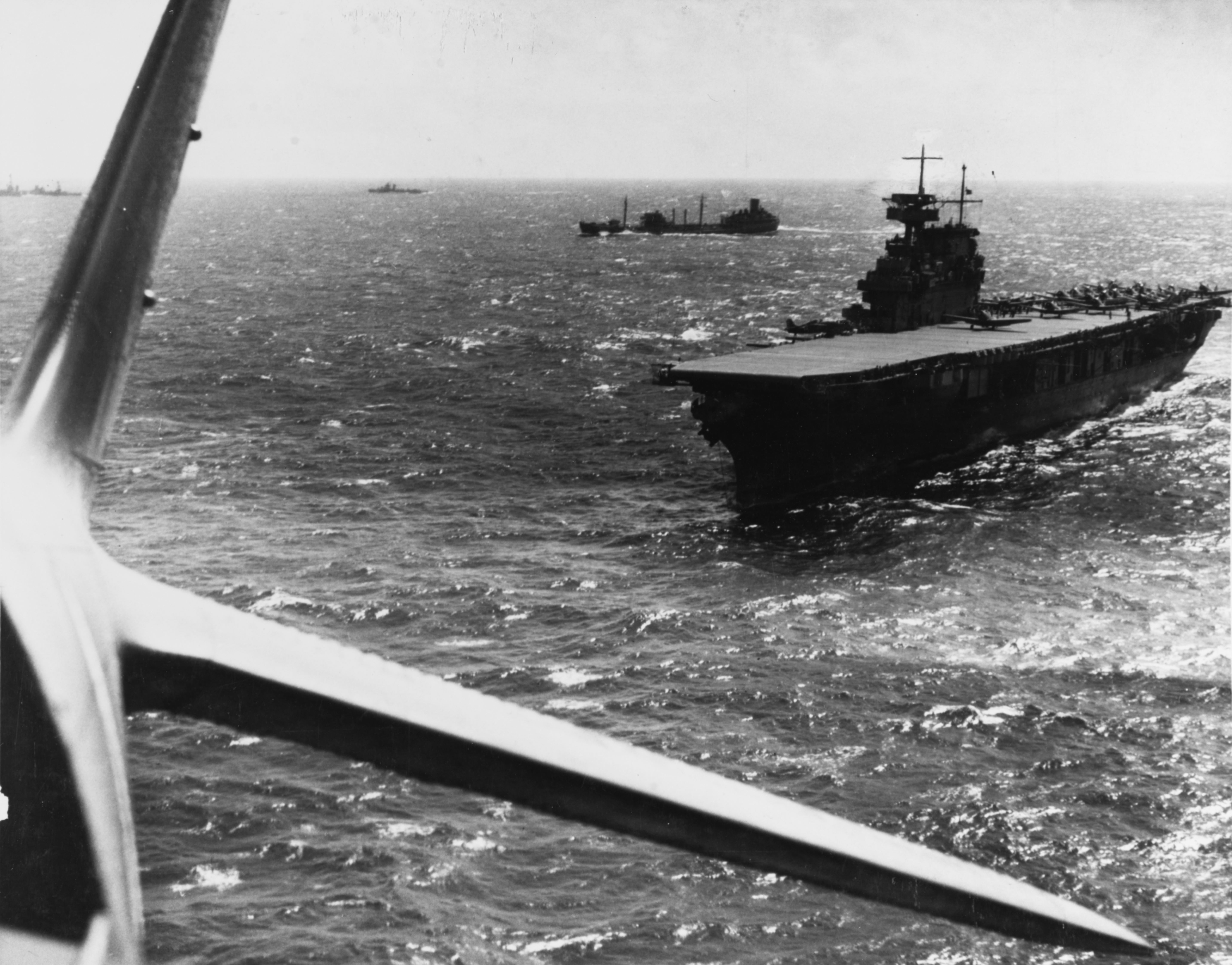
约克城号在本次战斗前的某次起飞飞机的行动。背景靠前者为一艘舰队油船。

盟军方面，5月1日TF17与TF11在新喀里多尼亚西北约300海里（560）处会合（16°16′S 162°20′E / 16.267°S 162.333°E）。弗莱彻立即让两支舰队加油。TF17次日即完成加油，但TF11回报加油要持续到5月4日。弗莱彻遂命令TF17驶向路易西亚德群岛，而TF11在加油完成后与正从悉尼和努美阿赶来的特混舰队44会合。TF44（以下简称TF44）是一支美澳联合编成的舰队，归属于麦克阿瑟旗下，由约翰·克雷斯海军少将指挥，包括澳大利亚巡洋舰澳大利亚号、霍巴特号，美国巡洋舰芝加哥号，以及3艘驱逐舰（帕金斯号、沃克号和法拉格特号）。蒂珀卡努号油船在为TF11完成加油后，就在驱逐舰沃登号的陪同下驶往埃法特岛为TF44加油。

### 图拉吉
5月3日早上志摩舰队抵达图拉吉，海军陆战队随即下船占领该岛。但岛上空无一人：原本驻守该岛的一小股部队以及澳大利亚皇家空军的一支侦察部队在志摩舰队抵达之前就已经先行撤离。登岛日军立即展开水上飞机基地和通信站的建设工作。祥凤号派出的飞机一直为登岛部队提供空中支援，直到下午早些时候才撤走。随后五藤的舰队开始掉头驶往布干维尔加油，准备支援莫尔兹比港登陆作战。
同日15:00，弗莱彻接报称前日发现的日军图拉吉攻略部队已经接近南所罗门群岛。弗莱彻有所不知的是，当日早上TF11即已提前完成加油作业，此时距离TF17仅有60海里（110）之遥；但由于他先前的无线静默的命令，TF17未能将这一情况及时通报。TF17改变了航向，以27節（50每小時）的速度驶向瓜岛，次日早上空袭图拉吉处的日军。
5月4日，TF17在瓜岛以南100海里（190）处派出飞机，攻击在图拉吉外海的志摩舰队。共约有60架飞机参加了前后连续3波的空袭。这次空袭打了志摩措手不及，菊月号驱逐舰（09°07′S 160°12′E / 9.117°S 160.200°E）以及3艘扫雷舰被击沉，另有4艘舰艇受损，4架用于支援登陆的水上飞机被摧毁。同日晚间，TF17在收回飞机后撤往南方。而日军虽然受到了航母的空袭，但依旧在进行水上飞机基地的建设，5月6日起图拉吉岛即已经开始执行侦察任务。
高木的机动部队5月4日本来正在图拉吉以北350海里（650）进行加油，一收到美军空袭的报告后就立即中止了加油作业，驶向东南，并派出侦察机搜索所罗门群岛以东地区，以寻找美军航母。但盟军舰艇并不在该地区，侦察机一无所获。

### 空中侦察
5月5日08:16，TF17与TF11、TF44在预定的位置会合，会合地点位于瓜岛以南320海里（590）处（15°S 160°E / 15°S 160°E）。大约同一时间，4架F4F戰鬥機拦截了1架九七式飛行艇（该机隶属于驻扎在肖特兰泊地的横滨海军航空队），在距离TF11约11海里（20）处将其击落。被击落的日军侦察机未能将情报发回，但该机的失联使日军正确地推测出该机是被美军航母舰载机所击落。
弗莱彻接到了珍珠港发来的訊息，称根据截获的无线电通信，分析的结果是日军将会于5月10日展开对莫尔兹比港的进攻，日军舰队航母很有可能离攻略船队不远。手握这条訊息的弗莱彻让TF17掉头利用尼奥肖号加油，当6日加油完成后，他将会挥师杀向路易西亚德群岛，于7日与日军交战。

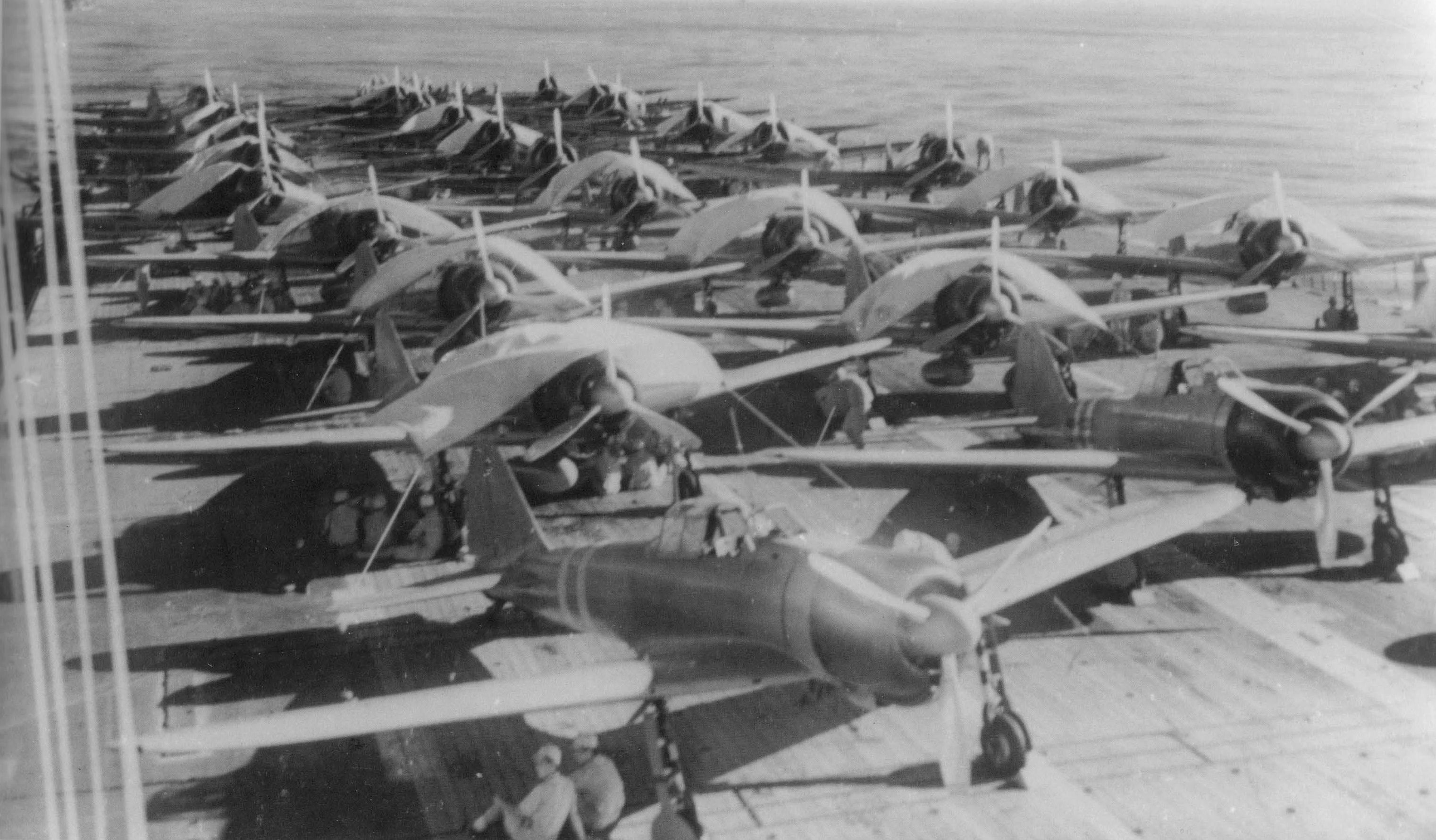
5月5日，瑞鹤的舰员正在航母甲板上维护飞机

与此同时，五藤在5月5日在肖特兰群岛附近给他的巡洋舰加油。高木的机动部队5日穿过所罗门群岛东部，然后向西绕过馬基拉島南端，6日凌晨从瓜岛和拉納爾島之间穿过，进入珊瑚海。他判断次日就有可能会爆发航母大战，因此在图拉吉以西180海里（330）开始加油以作准备。因为高木是在晚上进入珊瑚海的，驻扎在努美阿的美国海军PBY侦察机并没有发现他。井上则是在5日将他的四艘部署在珊瑚海的伊级潜艇移到距离澳大利亚东北150海里（280）处。这四艘潜艇无一参加了接下来的战斗。
5月6日，弗莱彻将TF11和TF44整合进TF17中：费奇指挥的编队改称TF17.5，包括了4艘驱逐舰和两艘航母；克雷斯方面改称TF17.3；其余的巡洋舰和驱逐舰改编为TF17.2，由托马斯·金凯德海军少将指挥。他判断日本航母依旧在北面离布干维尔不远处，因此让他的舰队继续加油。美军航母的侦察机整日都在搜寻日本航母，但因为日军航母在其侦察距离之外，故此始终没有发现日军航母的踪影。
10:00一架九七式飞行艇发现了TF17，并向总部报告了这一情况。高木10:50接收到这一情报。此时高木舰队在弗莱彻北面，离美军大约300海里（560），接近他的飞机的最大航程；而他的舰队正在加油，尚未做好交战的准备。他根据侦察机的情报，判断TF17正在向南，距离会进一步拉大；况且美军正在一大片浓密的云层下方，他和原忠一都认为这让日军飞机难以找到美军航母。高木遂派出两艘航母和两艘驱逐舰，由原忠一指挥，航速20節（37每小時），驶向TF17，以准备抢占战位，在次日凌晨立即发动攻击，而他的其他舰艇则继续加油。
美军驻扎在澳大利亚的B-17轟炸機数次尝试攻击入侵莫尔兹比港的日军，但没有命中。莫尔兹比港的3架B17在10:30袭击了五藤舰队；其时五藤在德博因群岛东北约90海里（170）处，屏护着阿部和梶冈的船队的左翼。祥凤号为攻略部队提供了空中掩护，直至日落。麦克阿瑟的指挥部通过无线电向弗莱彻转达了袭击的汇报和入侵舰队的位置。麦克阿瑟的飞机的侦察报告称发现一艘日军航母（祥凤号）在TF17西北425海里（787）处，这更加坚定了弗莱彻自己的想法，即日军航母正伴随着攻略部队左右。

5月6-8日的战斗动图

18:00时TF17完成加油，弗莱彻遂命令尼奥肖号在驱逐舰希姆斯号的陪同下驶向已经预先安排好的、更靠南的位置；TF17则转向路易西亚德群岛的羅塞爾島。同日夜20:00，敌对双方的航母之间距离仅约70海里（130），然而双方对此都毫不知情。20:00时（13°20′S 157°40′E / 13.333°S 157.667°E），原忠一掉头迎向高木；高木此时已经完成加油，正在赶往与原忠一会合。
6-7日夜间，神川丸在德博因群岛设立了一处水上飞机基地以支援莫尔兹比港攻略部队。丸茂的其余支援部队则进入當特爾卡斯托群島附近，以屏护即将到来的阿部船队。

### 首日航母之战

#### 早上的交战
5月7日06:25，TF17在羅塞爾島以南约115海里（213）处（13°20′S 154°21′E / 13.333°S 154.350°E）。此时弗莱彻决定把克雷斯的巡洋舰和驱逐舰（此时已改称TF17.3）派去封锁乔马德海峡。他深知此举将会使克雷斯被迫在没有空中支援的情况下单独行动，因为届时TF17将会忙于应付日军航母而无暇顾及其他；同时克雷斯离开之后，TF17的航母防空火力也会遭到削弱。然而弗莱彻依然认为他值得冒这个险，他要确保他在和日军航母交战时，没有日军舰队能悄悄溜进莫尔兹比港。
弗莱彻依旧认为日军航母就在他北面，就在路易西亚德群岛附近的某个地点；06:19他下令约克城号派出10架SBD無畏式俯衝轟炸機充当侦察机前往该地区。另一方面，06:00时，高木在弗莱彻以东大约300海里（560）处（13°12′S 158°05′E / 13.200°S 158.083°E），放出了12架九七舰攻前往侦察TF17。原忠一认为美国人还在南边，于是他建议高木把飞机送往该地区侦察。大概在同一时间，五藤的巡洋舰衣笠号和古鹰号放出4架九四水侦侦察路易西亚德群岛以南；除此之外，德博因群岛上亦派出数架水上飞机；图拉吉则有4架九七式飛行艇出动；拉包尔亦有3架一式陆攻起飞协助侦察。双方都让其余飞机在待命状态，一旦发现敌人就立即发动攻击。同日，井上亦将四艘伊级潜艇部署在更南方，以拦截在接下来的战斗中驶回澳大利亚的盟军舰艇。

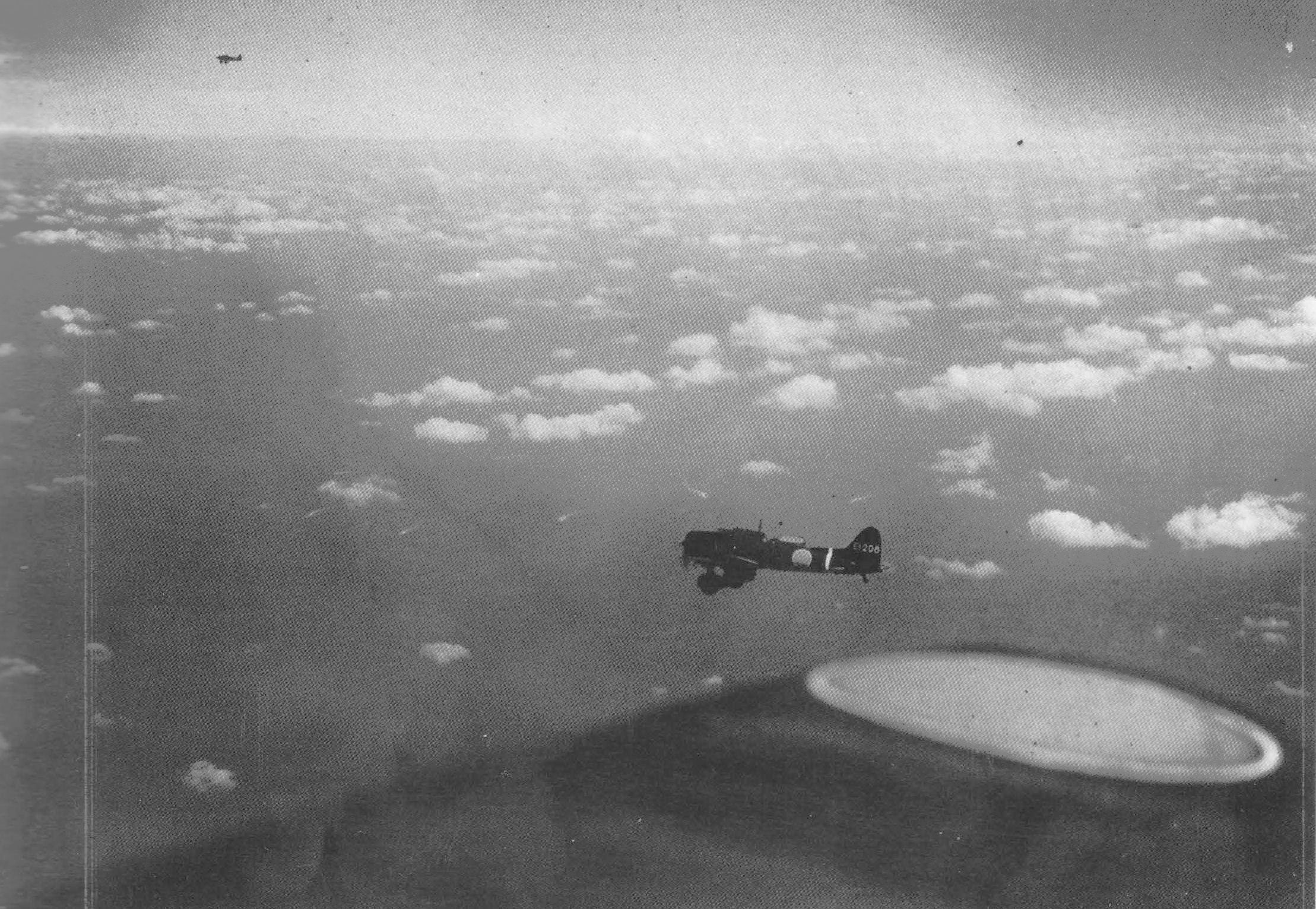
5月7日，日军舰载俯冲轰炸机正朝报告中的美军航母的方位飞去

07:22高木的一架舰载飞机（隶属于翔鹤）回报在182°发现美军舰艇，离高木约163海里（302）；07:45，该侦察机确认发现“航母1艘，巡洋舰1艘，驱逐舰3艘”。另一架翔鹤的侦察机不久也同样确认了侦察结果。但是翔鹤的侦察机实际上看到的是尼奥肖号和护航的希姆斯号。原忠一认为他已经抓到了美军航母，于是在高木的首肯之下，立即命令出动所有飞机。08:00从翔鹤和瑞鹤陆续起飞了78架飞机，包括18架零战、36架九九舰爆以及24架鱼雷机，08:15机队向着报告的位置飞去。
08:20古鹰的其中一架侦察机在完全不同的位置发现了弗莱彻的航母，立即向井上所在的拉包尔总部汇报，井上遂将此消息送往高木。08:30衣笠号的侦察机确认了这次的目击报告。新的情报和原来的报告相矛盾，让高木和原忠一感到不解，但依然决定机群继续向南先消灭此处的美军“航母”，再消灭西面的美军航母，同时将日军航母转向西北，以靠近古鹰号汇报的位置。两人认为，美军航母部队有可能已经分成了两队分头行动。
08:15约克城号的一架SBD（驾驶员约翰·L·尼尔森）发现了正在护卫着攻略部队侧翼的五藤舰队。尼尔森在汇报时犯了错误，报告变成了“发现航母两艘，重巡4艘”（10°3′S 152°27′E / 10.050°S 152.450°E），离TF17西北约225海里（417）。（SBD的发报系统是一块板子，上有短棒和小孔，用以快速编码发送船只类型。尼尔森的问题是他的板子上的连线出错了。）
弗莱彻据此认为他找到了日军航母主力，遂命令所有航母出动飞机。10:13美军出动了93架飞机，包括18架F4F、53架SBD和22架TBD破坏者鱼雷轰炸机。10:19尼尔森的飞机降落后，才发现了他的编码板的连线错误。尼尔森认为他看到的是巡洋舰2艘，驱逐舰4艘，然而五藤舰队中的确包含着一艘航母祥凤号。10:12弗莱彻又收到了美国陆军的一个B17的3机编队的报告，在尼尔森报告的位置以南约30海里（56）（10°35′S 152°36′E / 10.583°S 152.600°E）发现1艘航母，10艘运输船，16艘战舰。B17很有可能和尼尔森看到了同一支部队：祥凤号，五藤的舰队，以及莫尔兹比港攻略部队的运输船。弗莱彻判断B17看到的才是真正的日军主力，于是下令机群改为攻击后来报告的目标。

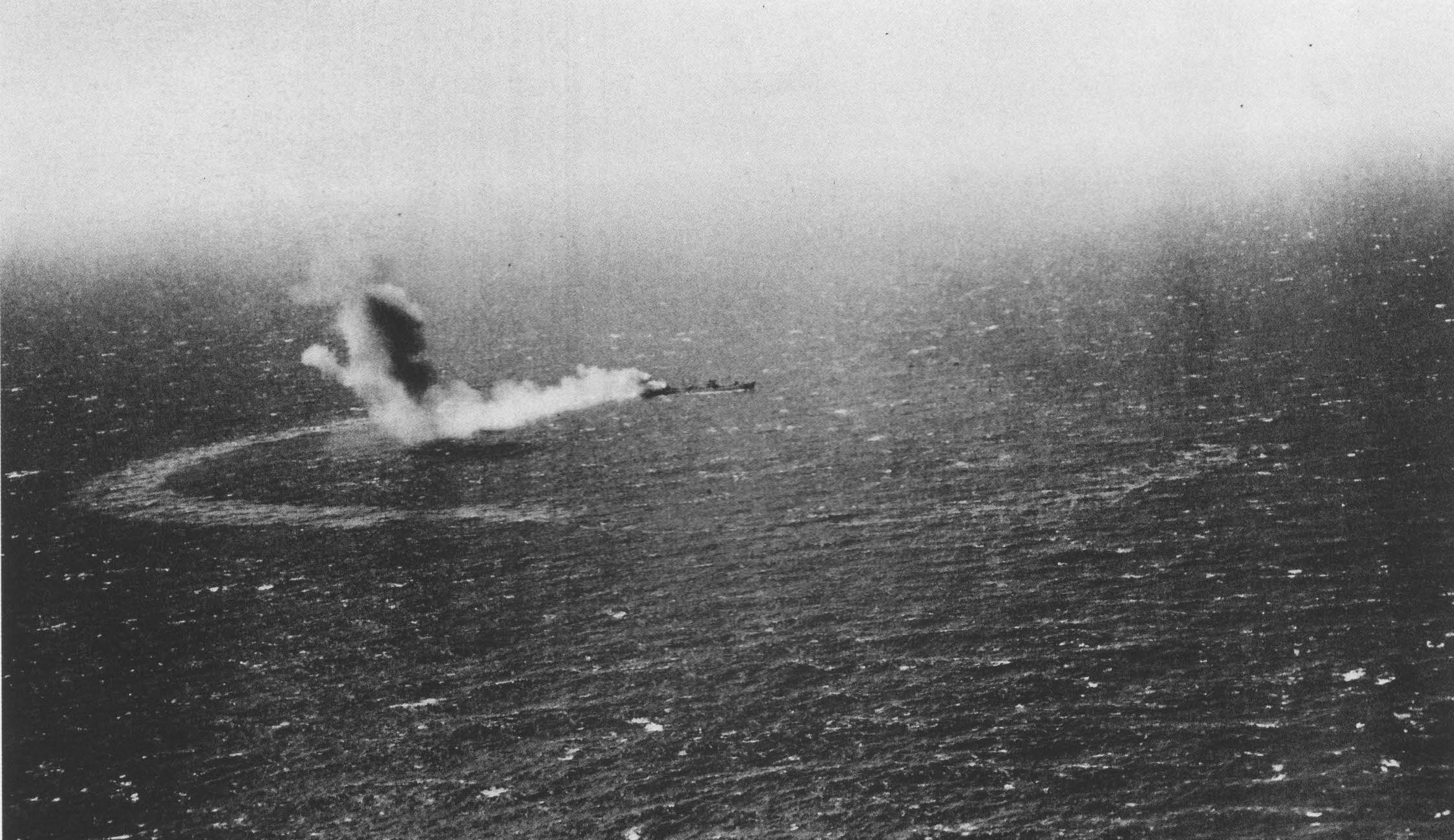
在日军飞机攻击过后，尼奥肖号在起火燃烧并慢慢沉没

09:15高木派出的攻击机队到达目标上空，发现了尼奥肖号和希姆斯号；日军机群对这艘油船置之不理，而是在附近徒劳地搜索美军的航母。10:00翔鹤的侦察机终于发现他们把油船和驱逐舰错认成了航母，10:35发出“我们把油船误认成航母”的报告。MO机动部队陷入了恐慌之中：高木意识到美军航母实际上处于他和攻略部队之间，严重威胁着攻略部队。他遂命令攻击机群立即攻击尼奥肖号和希姆斯号，然后火速返回。11:15时鱼雷机和战斗机扔掉弹药，放弃了任务径直返回母舰；而36架九九舰爆则围攻这两艘船。

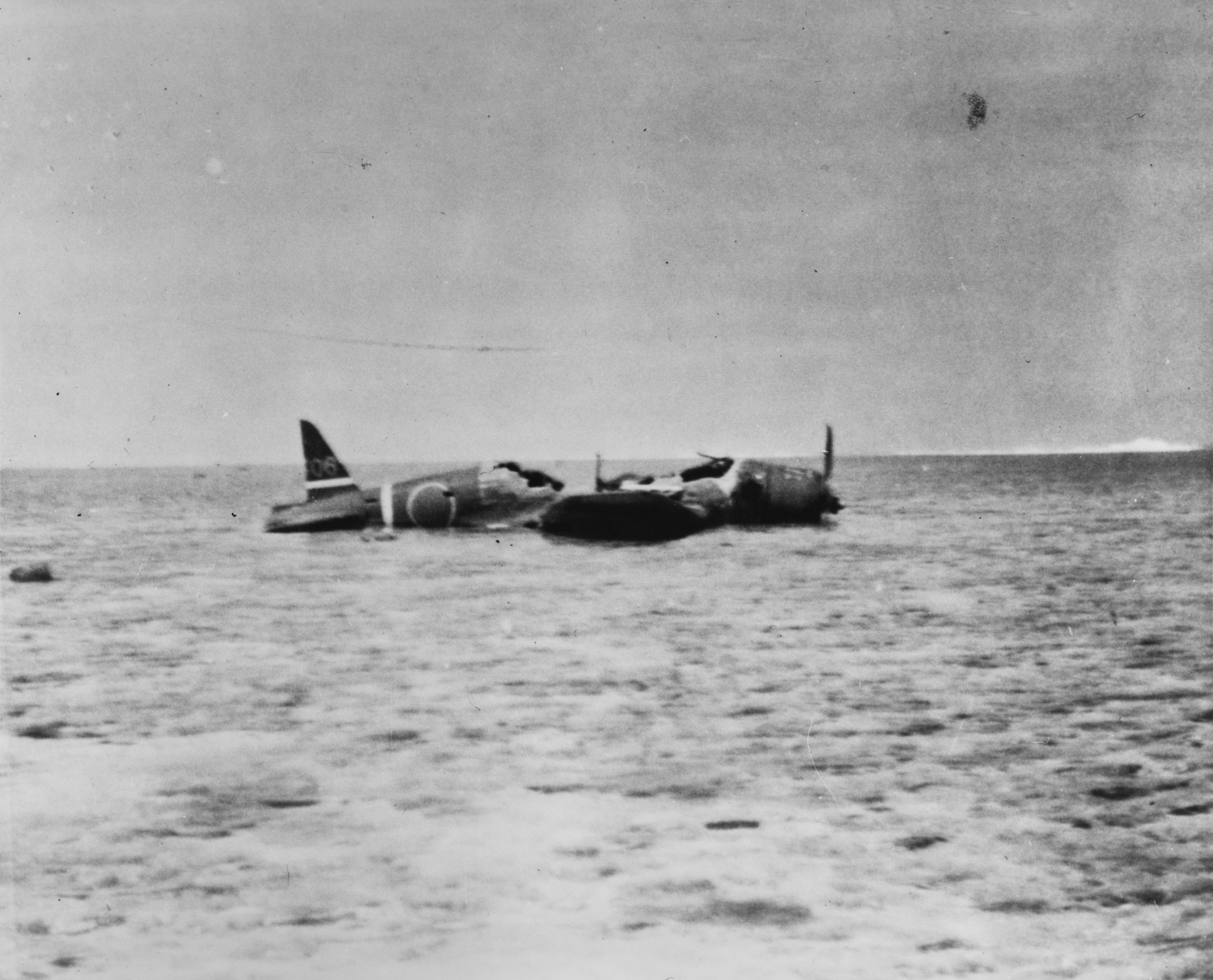
5月7日坠毁的一架翔鹤的鱼雷机，摄于6月9日

4架九九舰爆攻击了希姆斯号，其余的则瞄准了尼奥肖号。希姆斯号命中三发炸弹，立即沉没，船上192名乘员只有14人幸存。尼奥肖号则被命中7发，另外一架被高射炮击落的飞机撞在了尼奥肖号上。尼奥肖号受到了重创，失去了动力，在海上漂流着，慢慢沉没（16°09′S 158°03′E / 16.150°S 158.050°E）。但在彻底失去动力前，尼奥肖号用无线电向弗莱彻发去警报訊息，告知受到袭击无法脱身。但是在混乱之中尼奥肖号发出的訊息细节含混错乱，不但没有准确描述究竟是谁、什么发起了攻击，也把自己的坐标弄错了（16°25′S 157°31′E / 16.417°S 157.517°E）。尼奥肖号只有4人幸存；其余死亡或失踪
10:40美军攻击机群在米西馬島发现了祥凤，随即发动攻击。祥凤由6架零战和2架九六舰战掩护，其余的飞机全在甲板下做维护，准备袭击美军航母。五藤的巡洋舰组成轮型阵，将祥凤围在中间，离祥凤大约3,000—5,000碼（2,700—4,600）。当时的日本航母防空条例强调机动和掩护的战斗机来躲避空袭，而非利用护航的军舰进行集中的防空射击。

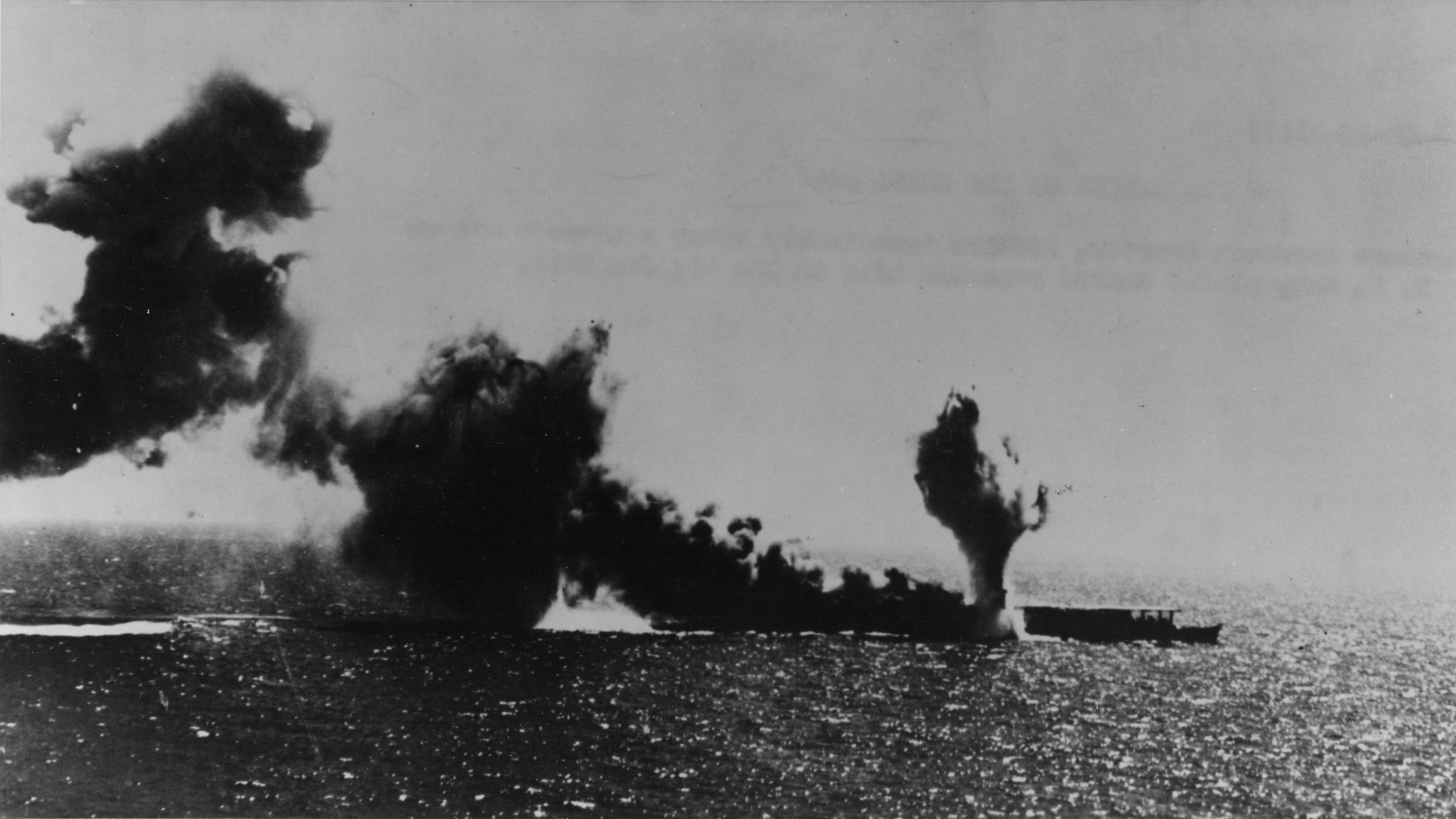
美军舰载飞机用炸弹和鱼雷对祥凤发动攻击

攻击甫一开始，列克星敦的机队首先发动了攻击，命中祥凤两枚1,000磅（450）炸弹和5枚鱼雷，造成了严重损伤。11:00约克城的机队赶到，对着熊熊燃烧、已经是几乎停止不动的祥凤继续攻击，再添可能11枚1000磅炸弹、以及至少两枚鱼雷的命中。11:35祥凤被撕裂开来，然后沉没（10°29′S 152°55′E / 10.483°S 152.917°E）。五藤担心会有更多的空袭，因此把他的巡洋舰向北撤退，但在14:00时派出了驱逐舰涟号回来拯救幸存者。祥凤号834名乘员中只有203人获救。3架美军SBD被击落（2架来自列克星敦，1架来自约克城；来自约克城的那架飞机机组获救）。祥凤的18架飞机全部损失，但其中3架在德博因坠机，机组乘员因此幸存。12:10，列克星敦的SBD飞行员、中队指挥官罗伯特·E·迪克森用无线电向TF17发出了预先定好的消息：“挠了一只平顶船！签名鲍勃（Scratch one flat top! Signed Bob）。”。

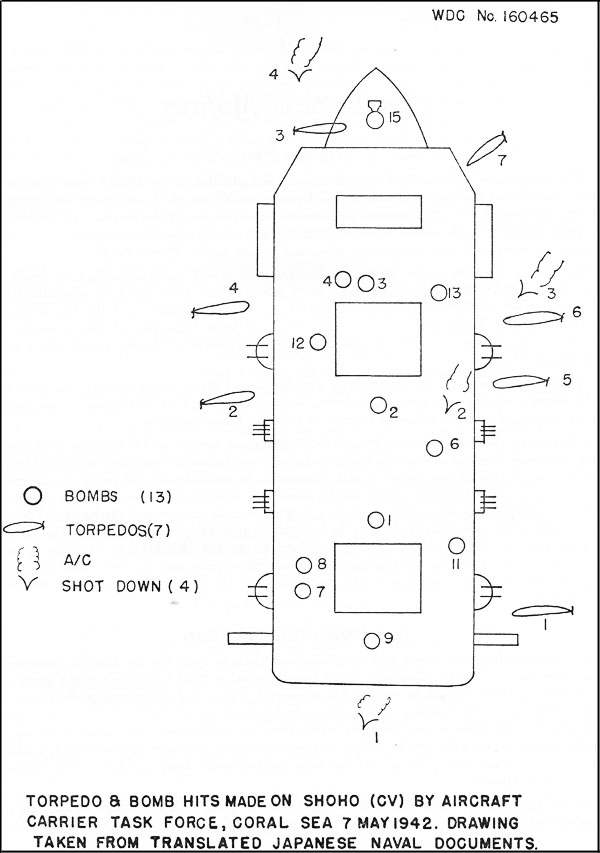
祥凤所命中的炸弹和鱼雷

#### 下午的交战
13:38美军飞机返回着舰。14:20所有飞机都已经重新装填完毕，可以对五藤的巡洋舰发动攻击了。但弗莱彻还在忧虑其他至今不见踪影的日军舰队航母；盟军的无线情报渠道早已得知，日本人有可能投入多达4艘航母来支援入侵莫尔兹比港的作战（美军在珍珠港和TF17上的情报人员认为，加贺号和“春日丸”大鹰号也参加了MO攻略作战）。弗莱彻断定，当他的侦察机能找到日军其他航母的时候，天色已晚，难以发动攻击；因此他决定暂且按兵不动，留待次日再战，目前只是用战斗机组成防护网络。随后他下令TF17转向西南。（约克城号上由弗瑞斯特·R·贝尔德中尉领导的无线侦听小组曾经捕捉到了日军飞机回航的信号，据此定位到了高木的航母。但因为列克星敦上的侦听小组并没有捕捉到相同的回航信号，因此弗莱彻对此情报未予置信。）
井上在得知祥凤被击沉后，命令攻略部队暂时向北撤退，同时电令高木消灭美军航母兵力。高木舰队此时正在TF17以东225海里（417）。攻略部队在北撤途中受到美军8架B17空袭，但没有受损。五藤和梶冈接到命令，在羅塞爾島附近集结战舰，以备盟军舰艇逼近时进行夜战。
12:40一架来自德博因的水上飞机报告克雷斯的舰队在175°，离德博因78海里（144），有“两艘战列舰、两艘巡洋舰、5艘驱逐舰”。13:15来自拉包尔的另一架飞机再次发现了克雷斯，但报告时出错，写成了有两艘航母、在205°，离德博因115海里（213）。高木此时依然在等待前去攻击尼奥肖号的飞机全部返回，他接到这些报告后，13:30把航向改成正西，15:00向井上发报称美军航母在他西面至少430海里（800）处，他无法在当天再次发动攻击。。

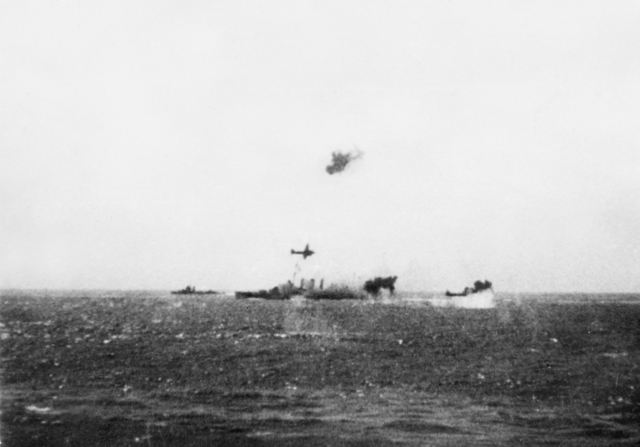
5月7日正遭受空袭的TF17.3，中间为澳大利亚号

井上的参谋人员指挥着两支上午从拉包尔起飞的攻击机队，杀向报告中的克雷斯的位置。第一组为12架挂载鱼雷的一式陆攻，第二组为19架挂载炸弹的九六陆攻。两组日机在14:30对克雷斯的舰队发动了攻击，声称“击沉”了一艘美军“加利福尼亚级”战列舰，并击伤另一艘“战列舰”“厌战号”和一艘巡洋舰。但事实上克雷斯的舰队损失轻微，只有芝加哥号在日军空袭中有两名舰员丧生、5人受伤；日军的代价是4架一式陆攻被击落，包括队长机中尉小林邦治Kuniharu Kobayashi。稍后3架美军B17误击克雷斯，但依然没有命中。
克雷斯15:26电告弗莱彻，因为没有空中掩护，他无法继续完成任务；随后他退到了莫尔兹比港东南220海里（410）处。这个位置既能让他拉开和日军舰载或者陆基飞机的距离，同时依然能够保持足够近距离，能拦截日军从乔马德海峡或者支那海峡而来试图穿过路易西亚德群岛的水面舰队。克雷斯的舰队此时燃油已经逐渐见底；但由于弗莱彻继续实行无线静默，也没有事先知会他，他无法得知此时弗莱彻的具体位置和情况，也不知道弗莱彻有何打算。
15:00后不久，瑞鹤收到了德博因派出的侦察飞机的错误的侦察报告，称克雷斯的舰队已经转向正东南（但当时不管是克雷斯还是弗莱彻都没有在向东南行驶）。高木的先任参谋山冈三子夫当即认定那架飞机正在尾随着的就是美军航母，如果美军的确是转向了那条航线，他们可以抢在天黑前靠近敌人到飞机的攻击距离内，因此他主张在傍晚发动攻击；虽然有人表达了异议，但他的主张得到了原忠一的支持。高木和原忠一立即决定派出一支精选的机队，即使那意味着飞机回来的时候已经天黑。这次袭击将完全不带战斗机。
为了确认美军航母的位置，15:15原忠一派出了8架鱼雷机充当侦察机，对西面200海里（370）范围进行扇形搜索。同一时间攻击尼奥肖号的俯冲轰炸机陆续返回着舰（其中两架着舰时坠毁），其中6架飞机的机组人员虽然已经疲惫不堪，但他们还是接到了命令要立即出动执行下一个任务。原忠一挑选了最有经验的机组，16:15派出12架俯冲轰炸机和15架鱼雷机，方位277°，距离280海里（520）。另一方面，那8架鱼雷机飞完了200海里（370），完全没找到弗莱彻的踪迹。
17:47时，TF17的上空乌云密布，暴雨如注，此时正航行在日本航母以西200海里（370）处。TF17透过雷达侦知日军飞机正在朝他们的方向飞来，于是转向东南，用无线电引导11架战斗机前去拦截。美国人的战斗机让日本人措手不及，有8架鱼雷机（九七舰攻）被击落；另有一架受损严重的鱼雷机在翔鹤附近发出“驾驶员战死、侦察员操纵中”的电报后失联。战死的日军飞行员包括瑞鹤的鱼雷机中队指挥官及其副官。美军则损失了3架战斗机（2架被击落的战斗机飞行员阵亡，1架在返航时因为夜色渐浓，找不到TF17而失联）。
约克鎮号的战斗机因为夜色加深，为免日落以后无法着舰，遂离开交战区域，没有理会日军的俯冲轰炸机队。
由于损失惨重，而且队形已经被打乱，日军的攻击机队领队在用无线电汇报后放弃任务返航。日军鱼雷机全部抛弃弹药返回母舰。当日日落时间为18:30。日落后6分钟，日军俯冲轰炸机队长高桥少佐也发出命令弃弹返舰。19:00时，数架日军飞机在夜色中飞到了两艘发出信号的美軍航母附近，遂发出“着舰就绪”的信号准备降落；此时美军航母上空依然有着F4F，这些F4F战斗机可能被日军飞机当作了返航的友军。对于敌我识别信号不同而困惑的日军飞机一直在盘旋试图降落，直到TF17的护航驱逐舰的防空火炮对其开火，他们才离开。到20:00，TF17和高木相距100海里（190）。高木打开探照灯，引导幸存的飞机着舰，22:00全部着舰完毕。
另一方面，尼奥肖号於15:18和17:18电告TF17她向西北漂流下沈中。尼奥肖号的第二封电报中方位错誤，延误了救援队伍搜寻这艘油船。但弗莱彻也因此得知，他仅有的一艘油船已经被击沉了。
晚上，当天的飞行活动告一段落。弗莱彻命令TF17向西，准备在凌晨天刚亮就进行360°搜索；他原本打算让航母派出飞机，或者让巡洋舰和驱逐舰发动夜袭；但最终决定还是要保存实力，留待次日的战斗。克雷斯也转向西，依然保持着对路易西亚德群岛的封锁。井上指示高木务必于次日消灭美军航母，并将对莫尔兹比港的进攻推迟到12日。高木决定让他的航母编队往北移动120海里（220），既可以让他次日集中全力搜索西边和南边，同时也可以更好的保護攻略部队。至于五藤和梶冈，他们没能及时组织兵力，因此当晚没有对盟军舰艇展开夜袭。当晚另有三架日军鱼雷机意图攻击克雷斯，但在夜色中没找到目标。
双方都决心在次日尽早发现对方，整晚都在为即将到来的大战准备作戰飛機，而已经筋疲力尽的飞行员们则抓紧时间小睡几个小时。1972年美国海军中将H·S·达克沃斯在阅读了日军的战斗记录后，如此评论到：“1942年5月7日的珊瑚海地区，毫无疑问是世界历史上最为令人无所适从的战斗区域。”原忠一后来对山本的参谋宇垣纏抱怨道，5月7日当天日军厄运连连，使他心灰意冷，打算退出海军。

### 次日航母之战

#### 对日军航母的攻击

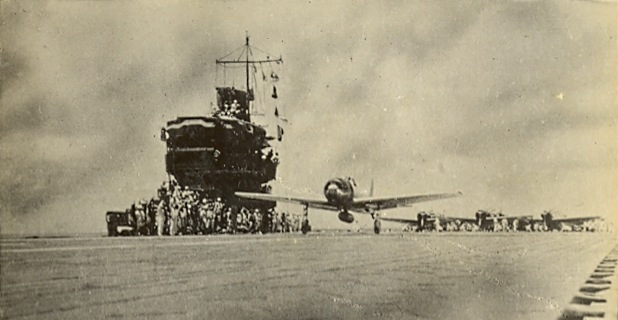
5月8日，一架先导零战从翔鹤的甲板上起飞，天空乌云密布

5月8日06:15，日军位于羅塞爾島以东100海里（190）（10°25′S 154°5′E / 10.417°S 154.083°E）。经过前夜的损失，机动部队现在还有96架可用的作战飞机，包括38架战斗机、33架俯冲轰炸机和25架鱼雷机。原派出7架鱼雷机，对南边140–230°方向、距离日军航母250海里（460）以内的范围进行搜索。同时图拉吉出动了3架九七式飞行艇、拉包尔也出动4架一式陆攻协助搜索；从德博因起飞的则在路易西亚德群岛南边巡逻。07:00机动部队转向西南，途中07:50与五藤的两艘巡洋舰衣笠、古鹰会合；这两艘巡洋舰的加入增强了机动部队中对航母的防护。五藤和梶冈则随同攻略部队驶向伍德拉克島以东约40海里（74）处的会合点，在此处等待航母战斗的结果。另外原本浓密而低垂的云团在7日昼间一直给美军航母提供了很大帮助，但雲团已经在夜里随着暖锋向东部和北部移动，此时正笼罩住日军航母，导致能见度很差，只有约2和15海里（3.7和27.8）。
另一方面，TF17正在路易西亚德群岛东南约180海里（330），此时美军可用的作战飞机有117架，包含31架战斗机，65架俯冲轰炸机SBD，和21架鱼雷机TBD。06:35起飞了18架SBD对200海里（370）内进行360°搜索：其中12架SBD被派往北边搜索，那里也是被认为日军航母可能的位置；另外6架SBD只要向南搜索125海里（232）然后就返回，在回程同时进行反潜巡逻。美军航母上空大体晴好，能见度约17海里（31）。
08:20隶属列克星敦、由约瑟夫·G·史密斯操纵的一架SBD透过云层中的一个空隙发现了机动部队，但该机误报了日军航母的位置，比实际位置偏南了约45海里（83）。此后罗伯特·E·迪克森的SBD接替了史密斯，一直都留在原地帮助引导美军空袭。大约两分钟后，翔鹤的一架搜索飞机也发现了TF17并向原汇报；日军飞机的电报被TF17的无线电侦听分析员截获，弗莱彻因此得知他已经被日本人发现了。此时双方相隔约210海里（390）。双方都争相起飞飞机。

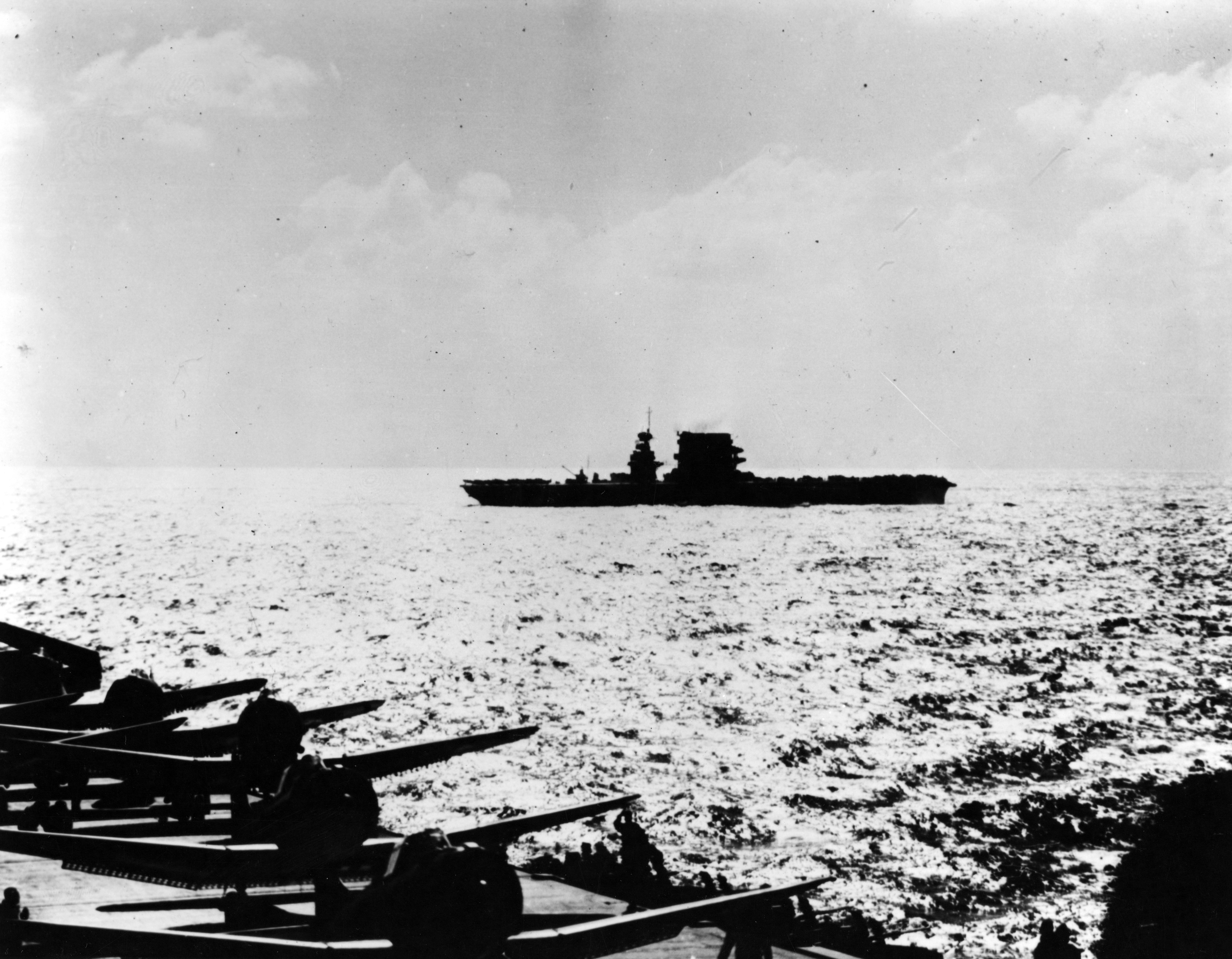
5月8日约克城号（前者）和列克星敦号在晴空下发动飞机

09:15日军两艘航母派出由18架战斗机、33架俯冲轰炸机和18架鱼雷机组成的联合编队，由高桥赫一海军少佐率领。美军的航母则各自展开攻击：约克城号派出6架战斗机、24架俯冲轰炸机、9架鱼雷机，09:15出发；列克星敦号则派出9架战斗机、15架俯冲轰炸机、12架鱼雷机，09:25出动。09:20到10:50之间TF17陆续回收了派出去侦察的飞机，10:12派出10架SBD进行反潜巡逻。双方的航母都转向对方，全速前进，以减少己方飞机返航时的飞行距离。但高木的南下在无意中让他进入了美军TBD的攻击距离之内；若非如此，这些TBD很可能要被迫返航，从而无法参加战斗。
约克城的SBD在10:32抵达日军航母，但没有立即发动攻击，而是等待较慢的TBD抵达，以进行共同攻击。此时双鹤距离约10,000碼（9,100），其中瑞鹤正为浓密的云层下的雨幕所覆盖。双鹤由16架直掩战斗机掩护。10:57约克城号的SBD中队开始对翔鹤發动攻击；翔鹤虽然进行了急速机动以回避，但依然被命中两枚1000磅炸弹，前甲板被撕裂，飞行甲板和停机甲板严重受损。约克城号的TBD中队的鱼雷全部射失。在交战中两架SBD和两架直掩零战被击落。

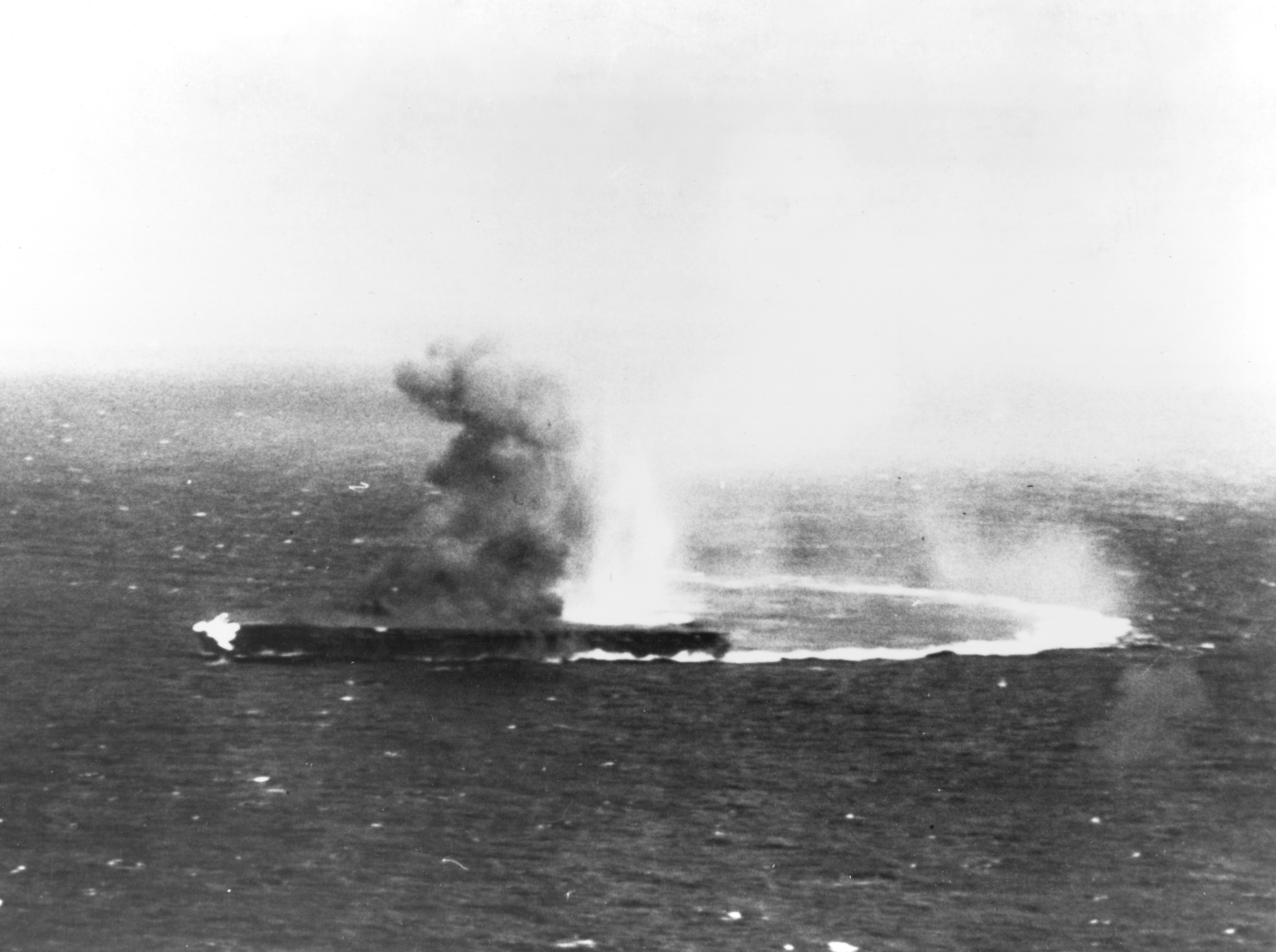
正在高速急转弯的翔鹤，其时已经被炸弹命中起火

列克星敦的飞机11:30才抵达，然后展开攻击。两架SBD攻击了翔鹤，一枚1000磅炸弹命中，为翔鹤再添一道伤口。另外两架攻击了瑞鹤，但没有命中。列克星敦的其他SBD在浓密的云层中无法找到日军航母。列克星敦的TBD对翔鹤發射11枚鱼雷，但依然全部射失。此时上空担任直掩的13架零战击落了3架野猫战斗机；不过日军的直掩战斗机宣称击落了24架美军飞机。
此时翔鹤的飞行甲板已经严重损毁，另有223名乘员或死或伤，这艘航母已经无力再进行飞行任务。城岛高次请求撤退，得到了高木的批准，12:10在驱逐舰潮号和夕暮号的陪同下向东北撤退。日军直掩战斗机的飞行员宣称共击落39架美军战机，自身只有两架零战被击落、两架受损；但美军在攻击中的实际损失只有约克城的两架SBD和列克星敦的3架野猫，不过在返航途中还有损失。

#### 对美军航母的攻击
10:55列克星敦的CXAM-1雷达侦测到了68海里（126）以外日机来袭，并引导9架F4F起飞拦截。美国人对日本鱼雷机的高度严重低估，其中6架战斗机驻守在比敌机实际高度低得多的位置（2,500和8,000英尺（760和2,440）），使得日机从头上飞过（10,000和13,000英尺（3,000和4,000）），未能成功拦截。由于前一晚日军鱼雷机损失惨重，这次的攻击日机无力对两艘航母同时发动鱼雷饱和攻击。日军鱼雷机领队嶋崎重和海军少佐分配了14架鱼雷机攻击列克星敦号，4架攻击约克城号。在日军鱼雷机降低高度進入攻击位置时，一架F4F击落了一架日军鱼雷机，而在附近巡逻的8架约克鎮号的SBD则击落3架；与此同时，有4架SBD被护航的零战击落，机组人员总共8人全数战死。

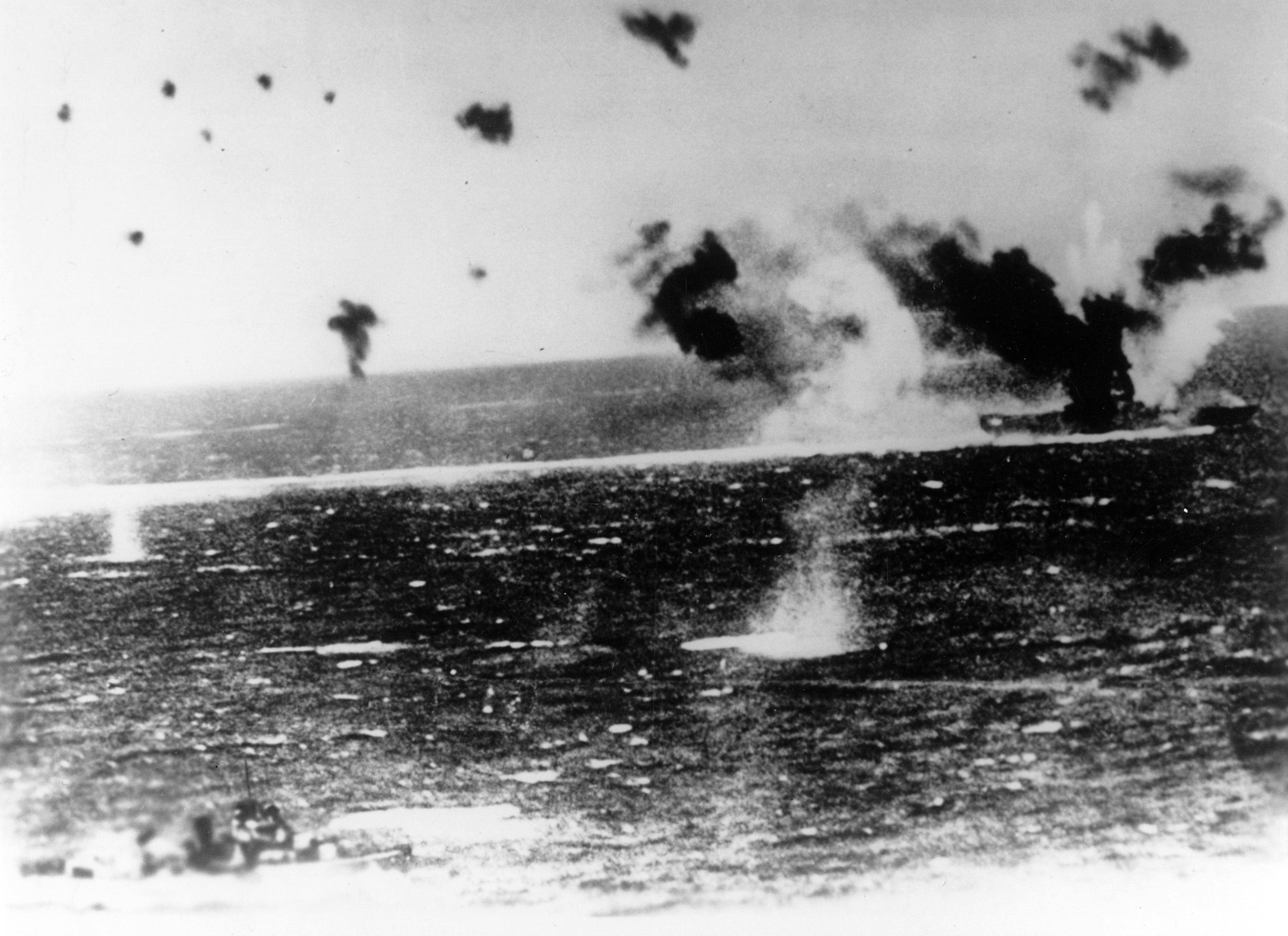
饱受打击的列克星敦号正在熊熊燃烧，由一架日军飞机拍摄

日军于11:13开始攻击，此时两艘航母相距3,000碼（2,700）。美军护航舰艇开始奋力以防空火力迎击：围绕着约克鎮号的是巡洋舰阿斯托里亚号、波特兰号和切斯特号，以及驱逐舰拉塞尔号、哈曼号、埃尔林号；屏护着列克星敦号的则包括巡洋舰明尼阿波利斯号、新奥尔良号，驱逐舰戴威号、莫里斯号、安德森号和菲尔普斯号。攻击约克城号的4架鱼雷机全数射失，但另一边列克星敦号的转向半径比约克鎮号大得多，前去袭击的鱼雷机成功对其实施了钳形攻击。11:20列克星敦号命中两枚九一式鱼雷：第一枚卡在了左舷的航空燃油储存槽中，汽油蒸汽遂弥漫于各舱室，此时无人发觉；第二枚命中左舷主水管，使得前部3个锅炉舱水压降低，迫使舱内的锅炉停机。但列克星敦号此时依旧可以凭借剩下的锅炉达到24節（44每小時）的速度。两架鱼雷机将目标从列克星敦号转为明尼阿波利斯号，但没有命中。日军飞机有4架被防空火力所击落。
33架日军俯冲轰炸机为了從上风位置攻擊而轉彎，因此比鱼雷机晚了3、4分钟才开始攻击。日机从14,000英尺（4,300）开始俯冲，19架扑向列克星敦号，14架则以约克鎮号为目标。日军的战斗机与列克星敦号的4架直掩战斗机缠斗，成功掩护了俯冲轰炸机對列克星敦号的攻擊，但约克鎮号上空的两架战斗机成功干扰了攻击约克鎮号的日机。列克星敦号有两枚炸弹命中以及数发近失弹，12:33发生火灾。11:27约克鎮号飞行甲板中部被一枚250千克半穿甲炸弹擊中，炸弹成功穿透了4层甲板后引爆，对机库造成严重的结构损坏，66名船员阵亡或者重伤。多枚近失弹（可能达12枚）同样对约克城号水线下的船体造成破坏。约克鎮号有3座锅炉因为回火而被迫关闭，但30分钟后又重新开机。两架日军俯冲轰炸机被直掩的战斗机击落。

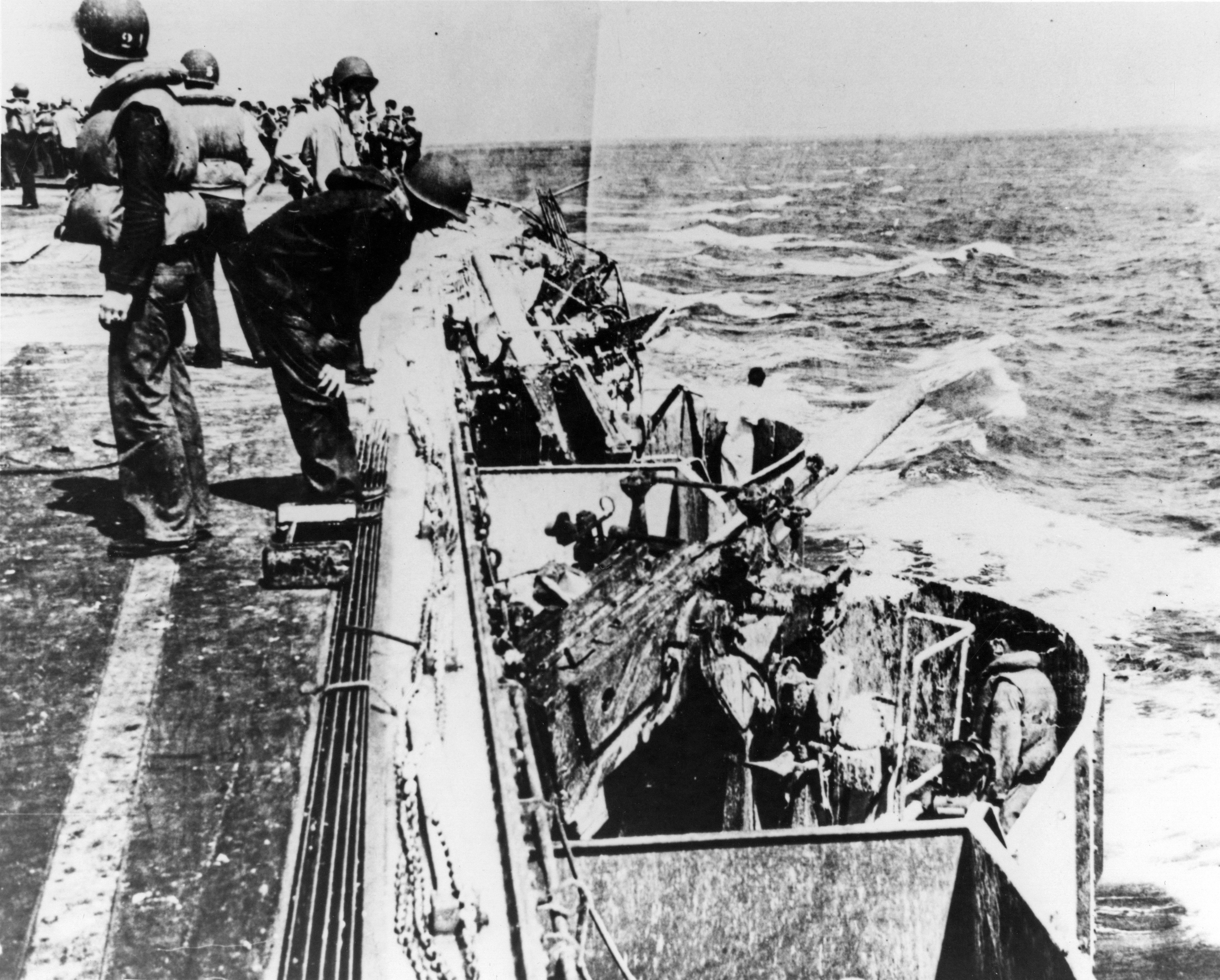
列克星敦号受损的5英寸炮塔

日军飞机相信他们已经击沉了两艘美军航母，开始撤退，但途中碰上了直掩战斗机以及SBD。在接下来的空战中，美军失去了3架SBD和3架F4F，换来了日军3架鱼雷机、1架俯冲轰炸机、1架零战被击落。12:00美日双方的攻击机群已经在各自的返航路上。在返航途中双方的机群擦身而过，又引发了多次交战。在保卫TF17的行动中美军损失了3架战斗机和6架SBD。

#### 撤离
双方的攻击机群在12:50到14:30之间陆续回到各自的母舰。列克星敦号和约克城号尽管受到损伤，但依然能进行飞机降落作业。在回收的过程中由于种种原因，美军又损失了5架SBD，2架TBD和一架F4F；日军则损失一架零战，5架俯冲轰炸机和一架鱼雷机。着陆后的飞机中，又有3架零战，4架俯冲轰炸机和5架鱼雷机因为无法修复，被立即推进海裡。
随着TF17的回收作业的展开，弗莱彻评估了他目前的处境。返回的飞行员报告他们重创了一艘航母，但另一艘逃脱了攻击。弗莱彻自己这边则是两艘航母均已受损，而且战斗机损失尤其严重。由于尼奥肖号被击沉，燃料如今也成了问题。14:22费奇告知弗莱彻他收到了报告，称无线截获的通信告知日军还有两艘完好无损的航母。弗莱彻判断自己面临着日本人压倒性的空中优势，于是选择让TF17从战斗中撤退。他电告麦克阿瑟日本航母的大概位置，建议后者使用陆基飞机发动攻击。
14:30原向高木汇报，现在只剩下24架零战，8架俯冲轰炸机和4架鱼雷机可堪使用。高木对他的舰队的燃油存量非常忧虑：巡洋舰已经只剩下50%左右，驱逐舰则更是低到20%。15:00高木电告井上他成功击沉两艘航母，一艘约克城号，另一艘是萨拉托加级航母；但飞机损失严重，无力再为攻略部队提供空中支援。井上早些时候已经得知侦察机发现了克雷斯的舰队，此刻他下令入侵部队返回拉包尔，将MO作战推迟到7月3日，然后下令他的部队在东所罗门群岛集结，准备发起RY作战。瑞鹤和护航舰艇遂回到拉包尔，而翔鹤则返回日本。

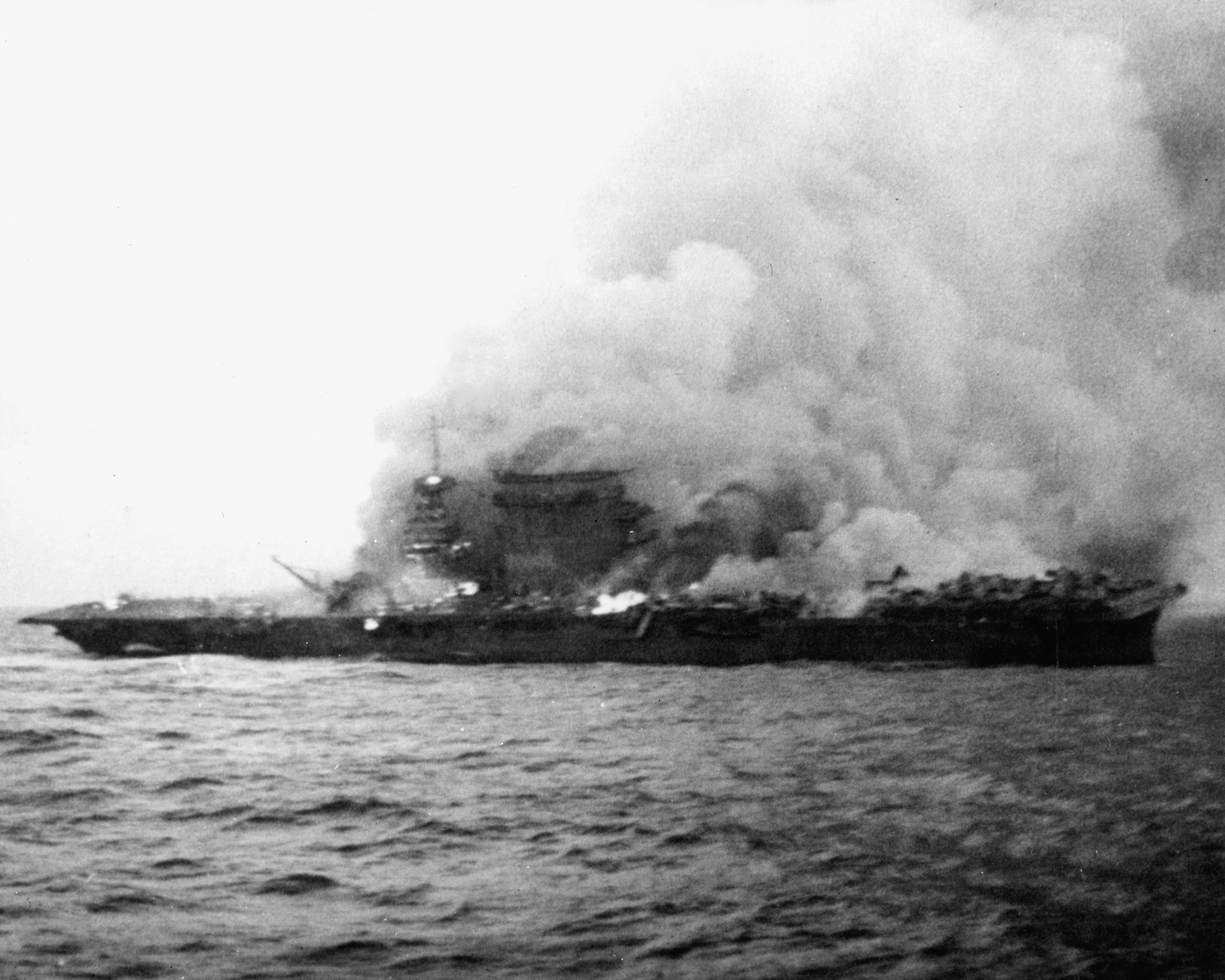
正在燃烧、已经弃舰的列克星敦号

列克星敦号上的损管队奋力扑灭了大火，让战舰重新恢复运作，但12:47一台没有人注意到的电动机产生的火花，点燃了弥漫在舰中控制室的汽油蒸汽，引发了大爆炸，燃起了大火，25人丧生。14:42发生了第二次爆炸，造成了另一场大火。第三次爆炸发生在15:25到15:38之间，船员报告火势已经无法控制。17:07列克星敦号船员开始弃舰。在所有乘员、包括费奇和船长都撤离后，驱逐舰菲尔普斯号19:15对着烈焰中的列克星敦号发射5枚鱼雷。列克星敦最终在19:52沉没（15°15′S 155°35′E / 15.250°S 155.583°E）。全船2951名成员中，有216人伴随着列克星敦号长眠于海底，一同消失於海面上的还有36架飞机。其后菲尔普斯号和其它救援船只立即撤离，赶往与先行离开的约克城号会合。TF17随后退往西南。晚上麦克阿瑟电告弗莱彻，他派出了8架B17轰炸了运输船队，敌人已经往西北撤退。
当晚，克雷斯让燃油已经严重不足的霍巴特号以及引擎故障的沃尔克号离开前往汤斯维尔。他经由无线电通信已经得知日本人的船队已经离开，但因为不知道弗莱彻已经撤退，他一直让TF17.3在珊瑚海巡逻，以防日本人再度进攻莫尔兹比港。

## 尾声
5月9日，TF17转往东，经新喀里多尼亚以南退出了珊瑚海；此时约克城号还有35架可用的作战飞机（15架战斗机、16架SBD和7架TBD）。尼米兹命令弗莱彻在汤加塔布岛加油后，让约克城号返回珍珠港。弗莱彻安排拉塞尔号和埃尔文号在舰队后方20海里（37）处，充当雷达预警，以防日军追击。当日美国陆军的轰炸机袭击了德博因和神川丸，但战果不明。同时因为TF17杳无音信，克雷斯判断TF17已经撤离该地，10日01:00，因为一直没有收到日本人向莫尔兹比港进攻的訊息，他决定返回澳大利亚，11日抵达聖靈群島熙德港（汤斯维尔南边130海里（240））。
5月11日弗莱彻派出巡洋舰明尼阿波利斯号、新奥尔良号、阿斯托利亚号以及三艘驱逐舰前往埃法特，与哈尔西的TF16会合。
另一边，5月8日22:00山本严令井上重新发起进攻，摧毁残存的美军舰艇，完成MO作战。不过井上并没有撤销召回船队的命令，只是命令五藤和高木追击珊瑚海的盟军舰艇。但是高木由于舰船已经燃油见底，9日基本上都在加油。9日深夜，高木和五藤航向东南，然后转向西南，进入珊瑚海。德博因的水上飞机10日早上也出发协助搜索TF17。但此时弗莱彻和克雷斯早已离开该地区。10日13:00，高木判断敌军已经离开，于是返回拉包尔。山本认同了高木的见解，下令瑞鹤返回日本补充飞机。同时神川丸也打包撤离德博因。
5月10日，RY作战开始。但12日舰队旗舰沖島號佈雷艦被美军潜艇S-42击沉，登陆被迫推迟到17日。同时哈尔西的TF16到达了埃法特附近，5月13日向北驶向瑙鲁。5月14日，尼米兹得到了联合舰队即将对中途岛发动攻击的情报，遂命令哈尔西务必在次日让日本侦察机看到他的存在，然后火速赶回珍珠港。5月15日10:15，一架从图拉吉来的日军侦察机在所罗门群岛以东445海里（824）发现了TF16。哈尔西的佯动奏效了：井上担心他的部队暴露在美军飞机之下，立即下令中止RY作战，所有船只返回拉包尔和特鲁克。TF16则在返回埃法特加油后，19日启程，26日抵达珍珠港。约克城号也于次日抵港。

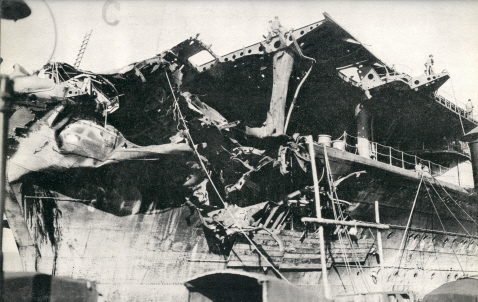
翔鹤舰艏和前飞行甲板受到的炸弹损坏

翔鹤在路途中遭遇风暴，但依然必须全速航行以摆脱美军潜艇的追击，虽然因此而使得舰艏大量进水，几近倾覆，但依旧挣扎着在5月17日回到了日本吳市。瑞鹤在特鲁克短暂停留后也于21日抵达吴市。美军在沿路部署有8艘潜艇作为监视，但这些潜艇都没能取得攻击机会。军令部估计需要两到三个月的时间才能修好翔鹤，并且补充飞机。因此双鹤缺席了山本在中途岛即将上演的大战。7月14日双鹤复归联合舰队，并在此后的美日航母战斗之中扮演关键角色。五艘支援MO的伊级潜艇被重新部署，3周后参加对悉尼港的进攻。但伊28在返回特鲁克时被美军潜艇遍罗鱼号击沉，全艇无人生还。另有一艘潜艇特里同号目击到6,700碼（6,100）外有一艘航母，很可能就是翔鹤号，但特里同号没办法拉近距离射击。

## 影响

### 新形态的海战
此战是世界上首次交战双方的作战舰艇都没有直接目视到对方、也未能直接向对方开火的海上作战；在进攻中将作战舰艇的火炮取而代之的是各种作战飞机。因此参战各方的指挥官是在进行着一场从未有过的航空母舰之间的对决，而对于这种新形态的海战，双方都严重缺乏经验。根据H. P. Willmot的评论，指挥官们“必须在广阔的战场上搏杀，这远超出以往的经验。战场上通信困难，真假难辨，然而双方的移动速度却突飞猛进，这极大地压缩了能用于作出决定的时间。”正因为要以更快的速度作出决定，日军一开始就吃了亏：井上远在拉包尔，无法做到实时掌握情况从而有效指挥军队，而反之弗莱彻则一直在他的航母上。参战的日军将领之间在交换重要訊息时往往十分迟缓。
飞行员方面，训练有素的日军飞行员比美国同行们表现出了更高的水平，在飞机数量相同的情况下取得了比美军更大的战果。5月8日日军飞机对美军航母的空袭中的组织协调程度要优于美军对日军航母的进攻。但是，日军蒙受了更严重的机组损失，共有90名飞行员在行动中丧生，相比之下美军只损失35人。日军由于自身僵化的训练体制，同时缺乏足够的有经验的预备役飞行员，面向新手所提供的进阶训练课程也不足，凡此种种因素导致日军在行动中所损失的大批飞行骨干实际上后继无人。自珊瑚海一战伊始，日军的精英飞行员即持续不断地被消耗掉，终至1942年10月几近损失殆尽。

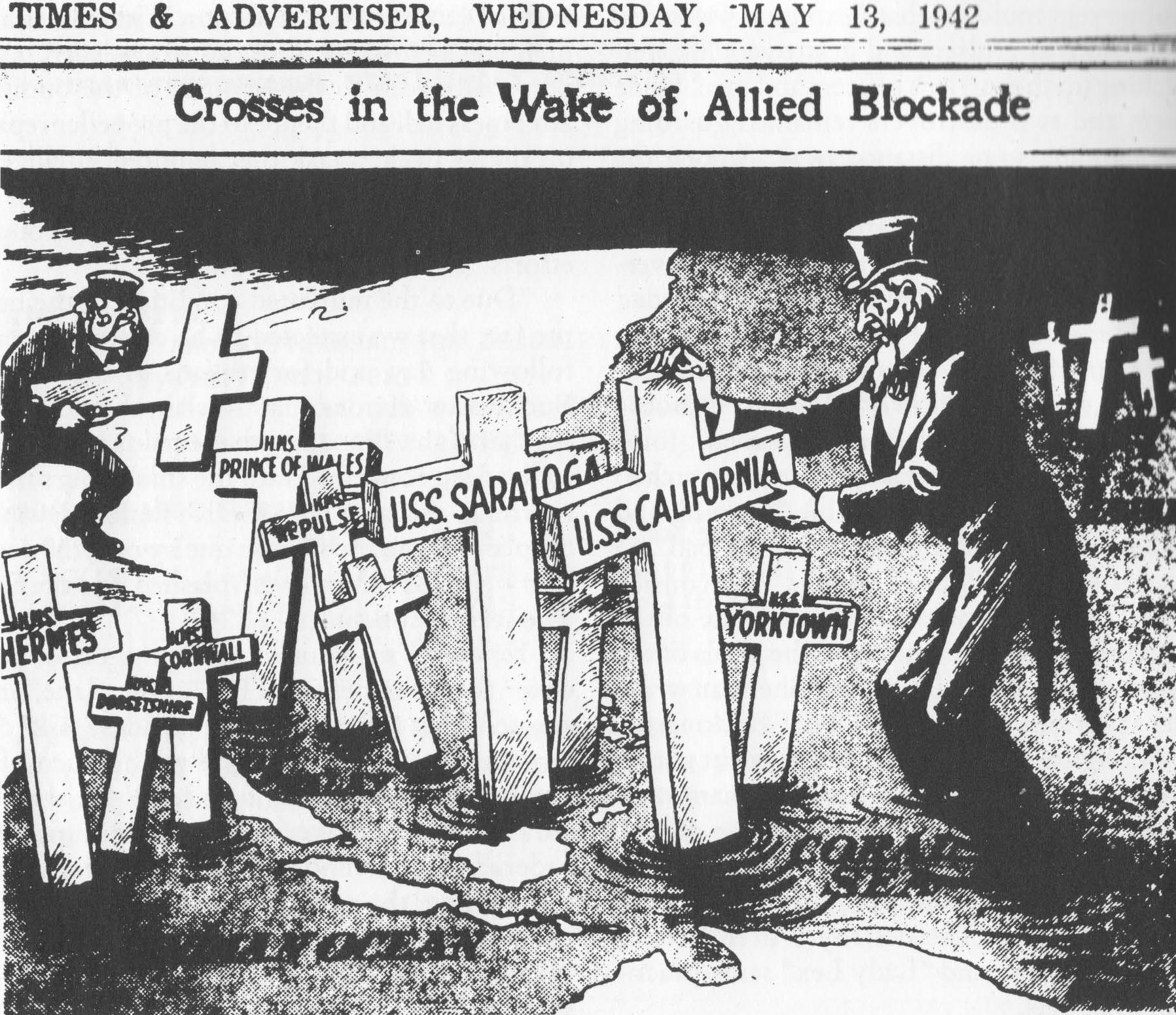
图为日本的一份英语报刊《日本時報》在1942年5月13日刊登的漫画时评，描绘了沮丧的山姆大叔和温斯顿·丘吉尔在一起竖立墓碑。墓碑上刻有在珊瑚海等地被日军击沉的盟军舰艇的名字，不过有些是日本人的误认

另一方面，虽然美国人在此战中的表现并不理想，他们却从中吸取教训，改进自己的航母战术和装备，包括战斗机的战术、攻击机群之间的协调、鱼雷机的改进，还有增设高射炮等防卫手段，对于日后的战斗大有裨益。雷达在此战中作用有限，但随着技术进步，以及盟军的使用经验逐渐丰富，雷达在美国海军中的地位与日俱增。同时在痛失列克星敦号之后，美国改善了航空燃油的存储方式，亦对损管程序作出修改：约克城号的一名机械师，奥斯卡·W·迈尔斯指出，正是机库内的汽油火灾最终导致了列克星敦的灾难。他提出了改进方法，在油管使用完毕后就立即排空，并且加注二氧化碳，以防这种情况再度发生。他的提案立即在所有的美国航母上推行。本次作战中美国的陆基飞机和海军之间的协调也不佳，但这一点同样在逐步改善。
珊瑚海以后，美日航母还将会继续在中途岛海战、東所羅門海戰、聖克魯斯群島戰役以及1944年的菲律賓海海戰中厮杀。这一连串战斗一步一步地拨动着胜利的天秤，最终导致了太平洋战争的结局。

### 战术和战略意义
双方在战斗后都宣称自己取得了胜利。单就击沉舰艇而论，日军取得了战术上的胜利：日本人击沉了一艘舰队航母、一艘给油船以及一艘驱逐舰，总吨位41,826長噸（42,497公噸）；代价是一艘轻型航母、一艘驱逐舰和几艘小型舰艇，总计19,000長噸（19,000公噸）。单单列克星敦号的沉没，就意味着美军丧失了在太平洋战场上25%的航母数量。大本营在向公众发布消息的时候，夸大了日军的战果，同时减少了自己的损失，导致日后的大本营发表开始越来越离谱。
但在战略层面上，盟军取得了本次战斗的胜利。日军从海上进攻莫尔兹比港的计划被盟军挫败，减轻了日军对美国和澳大利亚之间的海上运输线路的威胁。虽然约克城号从战场上撤退后，美国人将该地区拱手让给了对手，但日军已经被迫中止了原本的作战计划。不过日本并未太看重此次的得失，将之仅仅视为一次暂时的挫折；他们从这次战斗中，更是加深了自己对于盟军作战水平低下的成见，由此所带来的过度膨胀的自信使日军上下坚信在不久之后就要展开的航母大战中日军将必定战胜美军。
对于盟军来说，本次战斗首次使得日军的攻势受挫，一扫太平洋战争爆发半年以来盟军连战连败的颓势，士气也随之大振。莫尔兹比港战略位置重要，若无本次战斗，很可能已经被训练有素的日军士兵轻松占领；但正因为海军的奋战，使得莫尔兹比港暂时无恙。而盟军虽然此时依旧处境不易，但一旦丢失这个在新几内亚的立足点，接下来的反攻将会更加艰难。
然而，美军自己的确也同样夸大了战绩，可是与日军相反，此举使得媒体在报道中途岛之战的时候更加谨慎。

### 中途岛
珊瑚海海战其中一个最显著的影响要数双鹤缺席了随后展开的中途岛大战。山本原定计划要将双鹤投入到对美军航母的战斗中去，這樣日軍聯合艦隊就能達到6艘航母，再把祥鳳用来支援日军对中途岛的地面进攻，可以更大程度的轉移美國人的注意力。可是，日本人以为自己击沉了两艘美国航母，但美军依然还拥有两艘航母企业号和大黄蜂号，可以用这两艘航母来防卫中途岛。美军航母的载机数量普遍比日军航母要多，再加上中途岛的陆基飞机，在即将发动的战役中联合舰队在飞机数量这一项上依然不能占据绝对优势。而实际上日本人的不順利是在於在中途岛将会遇到3艘美国航母：约克城号尽管在珊瑚海一役受创，但依然堪用；凭借着美国强悍的工业能力，5月27至30日約克鎮號在珍珠港接受了紧急维修后，得以再度披挂上阵，調回了中途島。約克鎮号在中途岛大战之时，直接重创了其中两艘日本航母；同时也正是約克鎮号代替了另外两艘美国航母，经受了日军航母的反击。

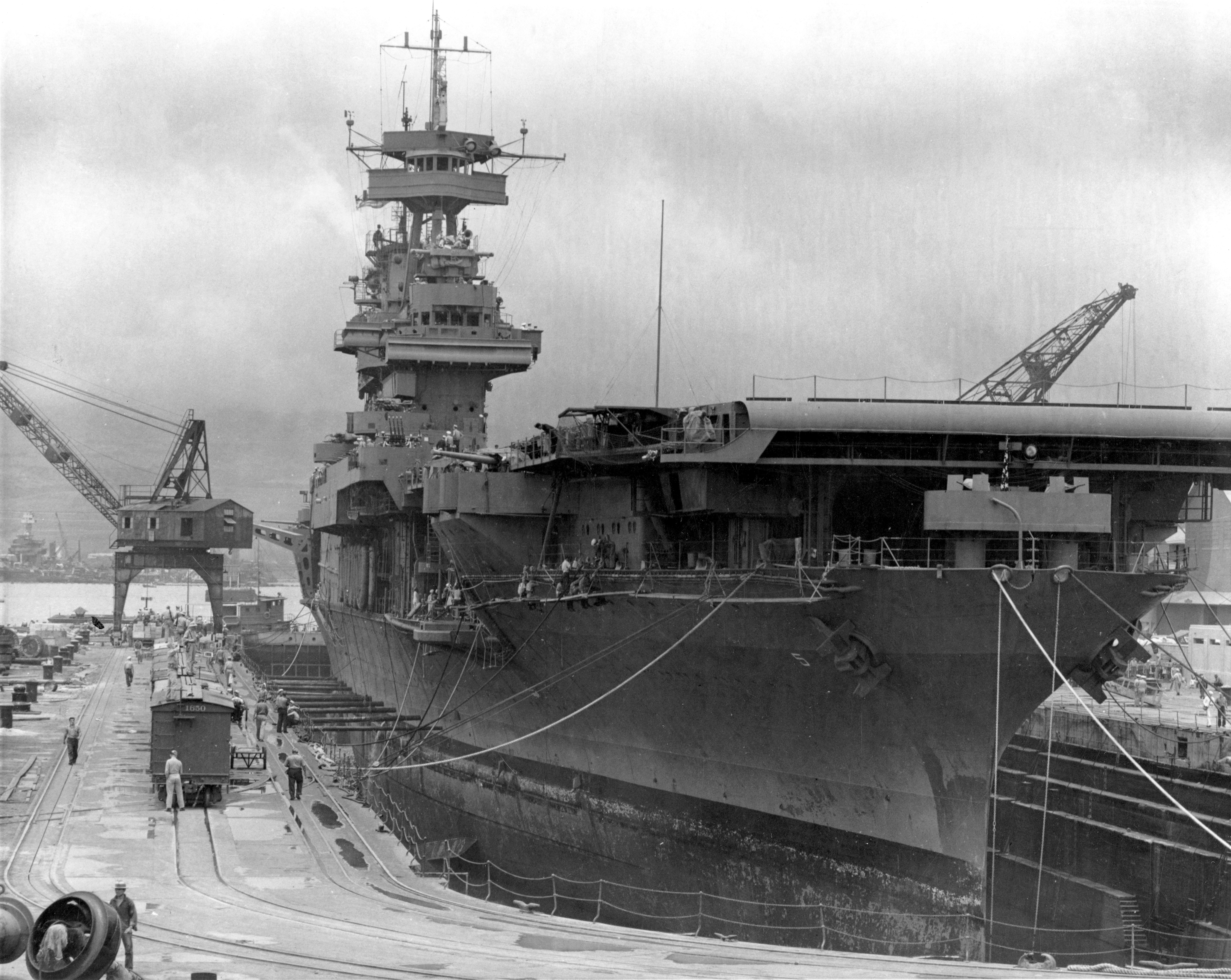
1942年5月29日在珍珠港乾船坞上的约克城号。不久约克城即离港赶赴中途岛

美国人採取了比較冒險的戰略，尽一切努力在中途岛集中可能多的兵力，有别于此，日本人根本没打算让双鹤投入到中途岛中去。他们既没有把翔鹤剩下的飞机转移给瑞鹤，也没有给瑞鹤补充替补飞机，导致瑞鹤在此駐守，沒有發動下一步攻擊，也无法伴随联合舰队出征中途岛；而翔鹤自己则因为飞行甲板受损而无法起降飞机，必须在船坞裡待上差不多三个月。
历史学家H. P. Willmott、Jonathan Parshall和Anthony Tully认为山本把宝贵的战力分出来给MO作战，是个严重的战略错误。既然山本已经决心在中途岛与美国航母进行一场决定性的会战，那么他就不应该分散他的主要参战兵力到像MO作战这样的次要作战中去，尤其是舰队航母就更不应该如此。山本的决定使得日军兵分两路，中途島也採取類似分兩路主副部隊分別進攻誘敵的策略，使得美军得以各个击破。Willmott更加认为，如果两场作战都是同等重要的话，那么日军的所有舰队航母都应该只投入到其中一场战斗中去以确保胜利。而山本的分兵使原本只是次要目标的MO作战必须取胜后，才能进行更加重要的中途岛会战。
此外，山本显然没有領會珊瑚海一战的至關重要的弦外之音：美軍破譯了日軍密碼，出乎意料的在正确的时间、正确的地点等待着日軍的到来；而美国海军也充分展现了自己的水平和意志，以一艘航母為代價，来对日本航母艦隊群造成严重的伤害。而这一幕在随后的中途岛再次上演，导致日本一战损失4艘舰队航母，其联合舰队的核心进攻兵力毁于一旦，丧失了太平洋战场上的主动权。Parshall和Tully指出，美国的工业实力优于日本，日本人在中途岛所失去的数量优势，是再也无法弥补回来的了。他们如此评价：“珊瑚海一战是日本国运的分水岭，不过要到中途岛才会清晰地显示出来。”

### 南太平洋

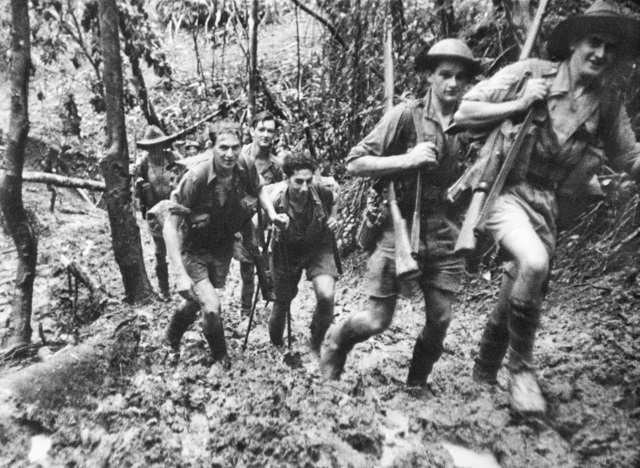
1942年9月，正在守卫科科达小径的澳大利亚士兵

雖然此役促使了一個月後中途島海戰美軍的優勢，但在時值日軍仍占有主導力量的狀態下，當下看到戰術上的失敗與損失，造成澳大利亚以及驻澳美军起初对战斗的结果很失望，他们担心MO作战仅仅只是一个前奏，对澳大利亚本土的进攻还在后头，日军不会因为此次的挫败而放弃作战。在5月底的一次会议上，澳大利亚战争委员会形容本次战斗事先盟军就已经得知了日本人的企图，只是得到这样的结果，“相当令人失望”。麦克阿瑟在给澳大利亚总理约翰·科廷的报告中，有这么一句话，“自战争伊始，导致了西太平洋的灾难的各种因素”至今依然存在，日军只要投入海军的主要兵力，就依然可以在任意一处地方发动进攻。
然而由于中途岛中日本人蒙受了惨重的损失，再也无力从海上进攻莫尔兹比港，迫使日军只能改从陆上进攻。7月21日，日军从布纳和果纳沿着科科达小径发起了科科達小徑戰役，进逼莫尔兹比港。不过此时盟军已经增派军队赶往新几内亚（大部分是澳大利亚军队），第一个抵达的便是5月15日即从汤斯维尔上船的澳大利亚第14旅。增援的部队阻滞了日军的攻势，最终在1942年9月遏止了日军对莫尔兹比港的进攻，并在米尔恩战役中成功从日军手中保卫住了一处盟军基地。
同时，盟军7月得悉日军已经开始在瓜岛建设机场。凭借这个机场，日军将能威胁通往澳大利亚的航线。为防患于未然，美军选取图拉吉岛和瓜岛靠近澳大利亚的地方作为首个攻击目标。日军在莫尔兹比港和中途岛所蒙受的失败，使得在应对美军在图拉吉和瓜岛的攻势时无法从日军的其他据点处得到有效的支援：即使是距离这两个岛屿最近的大型基地拉包尔，也仍然在4个小时的飞行距离之外。
1942年8月7日，一万一千名美国海军陆战队士兵登陆了瓜岛，另有3000名陆战队占领了图拉吉和附近岛屿。图拉吉及周边岛屿的日军寡不敌众，几乎全军覆没；而登陆瓜岛的美军则占据了日本人正在修建的机场，后将其命名为亨德森机场。此举拉开了长达半年的瓜岛战役以及所罗门群岛战役的帷幕，美日双方的海陆空力量在此地频繁交战；这些战役以及同时进行的新几内亚战役，日军兵力在各处不断损耗，又无力补充战力，尤以海军的衰落为甚，最终在南太平洋的门户洞開，使得盟国最终获得了对日战争的胜利。
日军的迟滞不前，还使得美国海军陆战队1942年10月2日顺利登陆富纳富提，一支海军建设营（海蜂）得以在圖瓦盧的其中三个环礁上建立机场，第七航空队的B-24轟炸機随之入驻。图瓦卢环礁的机场此后此后作为中转站，为1943年11月发起的塔拉瓦戰役及马金战役提供了保障。

## 引用
1. ↑  Murray, pp. 169–195; Willmott (1982), p. 435; Willmott (2002), pp. 3–8; Millot, pp. 12–13; Henry, p. 14; Morison, p. 6.
2. ↑  United States Army Center of Military History (USACMH) (Vol II), p. 127; Parker, p. 5; Frank, pp. 21–22; Willmott (1983), pp. 52–53, Willmott (2002), pp. 10–13; Hayashi, pp. 42–43; Dull, p. 122–125; Millot, pp. 24–27; D'Albas, pp. 92–93; Henry, pp. 14–15; Morison, p. 10; Parshall, pp. 27–29
日方的《戰史叢書》没有提到井上在入侵莫尔兹比港的决策过程中所扮演的角色，只提到这是日本陆海军1942年1月达成妥协后的产物(Bullard, p. 49)。
3. ↑  Gill, p. 39, Hoyt, pp. 8–9; Willmott (1983), p. 84; Willmott (2002), pp. 12–13 & 16–17; Hayashi, pp. 42–43 & 50–51; Dull, pp. 122–125; Millot, pp. 27–31; Lundstrom (2006), p. 138; Bullard, p. 50; Parshall, pp. 27–29 & 31–32
日本陆海军同意在占领中途岛和阿留申群岛之后再进行对斐济和萨摩亚的攻略作战(Hayashi, p. 50)。日方官方史书《战史丛书》则记载日军亦准备占领薩馬賴岛以确保对支那海峡的控制。(Bullard, p. 56)
4. ↑  Jersey, p. 57, Willmott (2002), pp. 16–17, Dull, pp. 122–124; Lundstrom (2006), pp. 121–122; D'Albas, p. 94; Morison, p. 11; Parshall, pp. 57–59
原本指派给MO作战的只有加贺号。但井上对此提出异议，认为光凭一艘舰队航母不足胜任作战要求，于是最终在4月12日改派五航战助战。
5. ↑  Parker, pp. 20–22; Willmott, (2002), pp. 21–22; Parshall, p. 60
日本海军将Ro电密码更换的时间从1942年4月1日推迟到5月27日，但原因不明(Wilmott, pp. 21–22; Lundstrom (2006), p. 119)。
6. ↑  Prados, p. 301.
7. ↑  Parker, p. 24; Prados, pp. 302–303; Hoyt, p. 7; Willmott (2002), pp. 22–25; Lundstrom, Pearl Harbor to Midway, p. 167; Cressman, p. 83; Millot, pp. 31–32; Lundstrom (2006), pp. 121–122, 125, & 128–129; Henry, pp. 14–15; Holmes, pp. 69–72; Morison, pp. 11–13; Parshall, pp. 60–61; Crave, p. 447 
。英国的无线侦测站台位于科隆坡，美国将翔凤号错认为是1艘他们之前未曾听闻的舰队航母Ryūkaku，可以载机84架，其中多少是因为由于在将名字翻译过来的时候出的差错。在中途岛之战中1名被俘的日军告知美国人这艘航母的汉字名称的正确读音，实际上这只是1艘轻型航母，日本显然没有为路易西亞德群島的几个岛屿起代号，而是直接用片假名明文通信，使得美国人更容易破译出訊息的含义。根据Parker的记载麦克阿瑟根本不相信无线电截获的MO作战的内容，直到在5月第一周他自己的侦察机看到了杀向路易西亚德群岛和新几内亚的日军舰队。
8. 1 2  Wilmott 1983, p. 189
9. ↑  Lundstrom, Pearl Harbor to Midway, pp. 135–153, 163–167, Willmott (2002), pp. 25–26; Hoyt, pp. 15–19; Cressman, pp. 83–84; Millot, pp. 32–34; Lundstrom (2006), pp. 126–127; Henry, p. 15 
列克星敦在与约克鎮分开后3月26日回到珍珠港，4月15日出发运送14架F2A戰鬥機和机组成员至帕邁拉環礁。TF11在4月18日完成送货任务后就得令前往斐济与TF17会合(Lundstrom, Pearl Harbor to Midway, pp. 135 & 163–166)。哈尔西在三支特混舰队会合后将会取得指挥权(Lundstrom, Pearl Harbor to Midway, p. 167)。TF16于4月30日离开珍珠港(Lundstrom)
10. ↑  Willmott (1983), pp. 185–186.
11. ↑  Willmott (2002), pp. 25–26; Lundstrom (2006), p. 139; Spector, p. 157.
12. ↑  Hashimoto (1954), p. 54; Hackett and Kingsepp "RO-33" and "RO-34".
13. ↑  Bullard, p. 65, Hoyt, p. 8, Dull, pp. 124–125; D'Albas, p. 110; Gill, p. 42; Jersey, p. 58; Hayashi, pp. 50–51; Lundstrom (2006), p. 138; Cressman, p. 93; D'Albas, p. 94; Bullard, p. 147; Rottman, p 84 
南海支队的指挥官为堀井富太郎少将（United States Army Center of Military History (USACMH) (Vol 1), p. 47）。Rottman记载到南海支队共有4,886人，而《战史丛书》则仅仅列出了9艘运输船的名字(Bullard, pp. 56–57)。
14. ↑  McCarthy, pp. 82, 112; Willmott (1983), p. 143. McCarthy没给出精确的数字，但提到1941年12月包括一个步兵团在内有1000人，次月又有两个团抵达。Willmott则写到1942年1月3日有4250人抵达，包括3个步兵团、1个野战炮团和一个防空营。
15. ↑  USACMH (Vol 1), p. 48.
16. ↑  Jersey, pp. 58–60; Dull, p. 124.
17. ↑  Millot, p. 37; Lundstrom (2006), p. 147.
18. ↑  Hoyt, p. 7, Dull, pp. 124–125; Wilmott (2002), p. 38; Lundstrom, Pearl Harbor to Midway, p. 188; Lundstrom (2006), p. 143
19. ↑  Tully, "IJN Shokaku"; Gill, pp. 40–41; Dull, pp. 124–125; Millot, pp. 31 & 150; Lundstrom (2006), p. 138 & 145; D'Albas, p. 94; Gillison, p. 526; Willmott (1983), pp. 210–211 
日军航母原本计划用于对盟军在澳大利亚的航空基地发动突袭，但在航母接近所罗门群岛后井上取消了空袭的命令(Lundstrom)。
20. ↑  Wilmott (2002), p. 38–39; Lundstrom, Pearl Harbor to Midway, p. 187; Lundstrom (2006), pp. 140–145 
这9架零战属于臺南海軍航空隊。另外还有7架九七舰攻随行以将飞行员送回母舰。但参考来源中并未提到坠海的零战驾驶员是否获救。
21. ↑  Gill, p. 40; Wilmott (2002), p. 39; Cressman, pp. 84–86; Lundstrom (2006), pp. 139 & 144; Hashimoto (1954), p. 54; Morison, p. 22; Hackett and Kingsepp "RO-33" and "RO-34"
22. ↑  Lundstrom 2006, p. 144
23. ↑  Morison, p. 20.
24. ↑  ONI，第3頁; Lundstrom, Pearl Harbor to Midway, p. 167; Cressman, p. 84; Woolridge, p. 37; Millot, pp. 41–43; Pelvin; Dull, p. 126; Lundstrom (2006), pp. 141–144 
芝加哥号和帕金斯号从努美阿出发，其余舰只则自澳大利亚赶来。TF44稍早前被称为“ANZAC中队”，归属于麦克阿瑟旗下，由赫伯特·利里（英语：Herbert F. Leary）海军少将指挥(Lundstrom (2006), p. 133; Morison, p. 15; Gill, p. 34)。克雷斯资历长于弗莱彻，但澳大利亚英联邦海军部同意了金格的请求，让该地区的航母舰队的行动由一位美国指挥官指挥(Lundstrom (2006), p. 133)。
25. ↑  ONI，第11页
26. ↑  Jersey, p. 60; Wilmott (2002), p. 38; Lundstrom (2006), pp. 144–145; D'Albas, pp. 95–96; Hata, p. 58.
27. ↑  Lundstrom, Pearl Harbor to Midway, p. 168; Dull, pp. 126–127; Jersey, p. 62; Cressman, p. 86; Gill, p. 43; Hoyt, p. 20; Parker, p. 27; Millot, pp. 43–45; Lundstrom (2006), pp. 144–146.
保持无线静默可以让敌方无法侦知己方存在。Cressman写到发现志摩舰队的是位于澳大利亚的美军飞机(Cressman, p. 84)，但Lundstrom认为应该是所罗门群岛的沿岸观察哨所发现的。
28. ↑  Lundstrom (2006), pp. 146–149; Brown, p. 62, Hoyt, pp. 21–31; Lundstrom, Pearl Harbor to Midway, p. 168–178; Jersey, p. 63; Cressman, p. 87–94; Millot, pp. 45–51; Dull, pp. 127–128; Morison, pp. 25–28; Nevitt, "IJN Kikuzuki"; Hackett, "IJN Seaplane Tender Kiyokawa Maru"。
29. ↑  Lundstrom (2006), p. 147; D'Albas, p. 96。美国陆军和澳大利亚空军的飞机在5月4日多次发现五藤的踪迹。Gillison写到(p. 518)，一架追踪着五藤的澳大利亚空军PBY水上侦察机回报受到攻击，其后失联。
30. ↑  Lundstrom, Pearl Harbor to Midway, p. 178–179; Wilmott (2002), pp. 40–41; Hoyt, p. 33; Cressman, pp. 93–94; Woolridge, p. 37; Millot, pp. 51–52; Dull, p. 128; Lundstrom (2006), p. 150; D'Albas, p. 96; Morison, pp. 28–29.
Cressman认为被击落的侦察机来自图拉吉；但Lundstrom认为这是来自肖特兰的三架侦察机之一，此外图拉吉还派出了另外6架(Lundstrom 2006, p. 150)。 D'Albas则宣称这架飞机来自拉包尔。
31. ↑  Wilmott (2002), pp. 40–41; Lundstrom, Pearl Harbor to Midway, pp. 178–179; Hoyt, p. 34; Cressman, pp. 94–95; Hoehling, p. 39; Millot, pp. 52–53; Lundstrom (2006), pp. 150–153。
在加油的过程中，约克城号转移了7名机组乘员到尼奥肖号上，其中4人在这艘油船遭受袭击时身亡(Cressman, p. 94–95)。
32. ↑  Morison, p. 29
33. ↑  Wilmott (2002), pp. 41–42; Hoyt, pp. 33–34; Lundstrom (2006), p. 139; Dull, pp. 127–128; Lundstrom, Pearl Harbor to Midway, p. 181; Cressman, p. 93; Millot, pp. 51–53; Lundstrom (2006), pp. 147 & 152–153; D'Albas, p. 96; Morison, p. 29
34. ↑  Lundstrom 2006, p. 150
35. ↑  Lundstrom 2006, p. 137
36. ↑  Lundstrom, Pearl Harbor to Midway, pp. 179–181; Hoyt, p. 37; Cressman, pp. 84 & 94–95; Millot, pp. 54–55; Lundstrom (2006), p. 155; Morison, pp. 29–31.
37. ↑  Lundstrom, Pearl Harbor to Midway, pp. 181–182; Hoyt, p. 35; Dull, p. 130; Lundstrom (2006), pp. 155–156.
38. ↑  Chicago Sun Times newspaper article,1942年6月18(?)日，芝加哥人、B-17飞行员William B. Campbell （原文如此） 实际上是William Haddock Campbell，陆军航空兵B-17飞行员。发自澳大利亚墨尔本。
39. ↑  Dull and Lundstrom, 2006
40. ↑  Hackett ("HIJMS Furutaka")写到五藤的巡洋舰在肖特兰群岛加油时遭到了B17袭击，但没有受损。
41. ↑  Morison, p. 32
42. ↑  Salecker p. 179; Hoyt, p. 35; Millot, p. 55; Dull, p. 130; Lundstrom (2006), pp. 155–157; D'Albas, p. 97; Morison, pp. 31–32; Gillison, p. 519. Crave (p. 448)和Gillison (p. 523)写到，麦克阿瑟手下的第90轰炸中队的B17和B25为弗莱彻提供了5月4-5日间日军攻略部队的目击报告，五藤舰队也包括在内，但美国海军方面没有收到这些目击报告，原因不明。
43. ↑  Lundstrom, Pearl Harbor to Midway, pp. 181–182; Hoyt, p. 37; Cressman, pp. 94–95; Millot, p 56.
44. ↑  Lundstrom, Pearl Harbor to Midway, p. 181; Hoyt, p. 35; Millot, p. 57; Dull, p. 130; Lundstrom (2006), pp. 154 & 157; Bullard, p. 62; Morison, pp. 31–32. Lundstrom写到在神川丸之外还有一艘船也协助设立基地，但并没有写明是哪一艘船(Lundstrom 2006, p. 154)。
45. ↑  Lundstrom, Pearl Harbor to Midway, pp. 189–190 & 206–209; Hoyt, pp. 51–52; Cressman, p. 94; Millot, pp. 62–63; Lundstrom (2006), pp. 161–162; Henry, p. 50; Morison, p. 37.
46. ↑  Lundstrom, Pearl Harbor to Midway, pp. 189–190; Hoyt, pp. 37–38 & 53; Millot, pp. 57–58 & 63; Lundstrom (2006), pp. 159 & 165–166; Morison, pp. 33–34. At this time TF17 had 128 and Takagi 111 operational aircraft (Lundstrom 2006, p. 159). Also this day, Inoue ordered the four I-class submarines to deploy further south to intercept any Allied ships returning to Australia following the impending battle (Lundstrom 2006, p. 159).
47. ↑  Lundstrom 2006, p. 159
48. ↑  Lundstrom, Pearl Harbor to Midway, p. 190; Cressman, p. 95; Dull, p. 130; Lundstrom (2006), p. 166.
49. ↑  Lundstrom, Pearl Harbor to Midway, pp. 190–191; Hoyt, p. 38; Cressman, p. 95; Millot, pp. 58–59; Lundstrom (2006), p. 166.
50. ↑  Lundstrom, Pearl Harbor to Midway, pp. 192–193; Cressman, p. 95; Millot, p. 59; Lundstrom (2006), pp. 166–167; Werneth, p. 67.
51. ↑  Bullard, p. 63.
52. ↑  Lundstrom, Pearl Harbor to Midway, p. 193; Hoyt, p. 53; Cressman, p. 95; Dull, p. 131; Millot, pp. 66–69; Lundstrom (2006), pp. 163–164; Henry, p. 54; Morison, p. 40.
53. ↑  Cressman, p. 95
54. ↑  尼尔森究竟看到了谁，一直以来众说纷纭。Dull认为他看到了“近距离掩护部队”；但五藤舰队被称作“远距离掩护部队”或者“掩护组”，丸茂则是“掩护部队”或者“支援组”。Millot和Morison认为尼尔森看到的是丸茂的巡洋舰。Lundstrom (2006)则认为尼尔森看到了五藤。
55. ↑  Army Air Corps B-17 pilot, COL William H. Campbell, USAF (Retired) （页面存档备份，存于）
56. ↑  Salecker, pp. 179–180; Lundstrom, Pearl Harbor to Midway, pp. 193–196; Hoyt, pp. 53–54; Cressman, pp. 95–96; Millot, pp. 66–69; Dull, pp. 131–132; Lundstrom (2006), pp. 165–167; Henry, p. 54; Morison, pp. 40–41.
Lundstrom写的是B-17看到的目标在尼尔森看到的30海里以外，但Cressman写是60海里（110）。衣笠的水上飞机报告了美军攻击机群的起飞(Lundstrom 2006, p. 167)。至于那三架B17，在发出报告后轰炸了在德博因的神川丸，但只造成了轻微伤害(Lundstrom 2006, p. 166)。
57. ↑  #翔鶴飛行機隊調書(1)pp.31-35、#瑞鶴飛行機隊調書(1)pp.36-37
58. ↑  #翔鶴飛行機隊調書(1)p.30
59. ↑  #MO機動部隊詳報(2)pp.2-5；Cressman, p. 92。
Cressman的记载是10:51翔鹤的侦察机才发回报告。翔鹤的两架侦察机一直试图停留在目标上空将攻击机群引导向美军舰艇，后因为燃料不足而坠机。机组乘员其后被驱逐舰有明号救起。
60. ↑  #暁の珊瑚海(文庫)188頁、#瑞鶴詳報(1)pp.6,41
61. ↑  Lundstrom, Pearl Harbor to Midway, pp. 205–206; Hoyt, pp. 38–39; Cressman, p. 95; Millot, pp. 60–61; Dull, pp. 130–131; Lundstrom (2006), p. 167.
62. ↑  ONI，第19頁; Lundstrom, Pearl Harbor to Midway, pp. 205–206; Hoyt, pp. 38–50, 71, 218 & 221; Cressman, p. 95; Hoehling, p. 43; Millot, pp. 60–62 & 71; Dull, pp. 130–131; Lundstrom (2006), pp. 164–167; Morison, pp. 34–35
包括Hoyt，Millot和Morison在内的多个来源都认为尼奥肖号在09:05左右就首先遭到了袭击，一开始是一架，然后可能是3架甚至更多的飞机；再后才是日军的主力攻击机群袭击。但实际上是日军鱼雷机在其他飞机接近油船时在附近抛弃鱼雷(Lundstrom 2006, p. 167)。
63. ↑  Lundstrom, Pearl Harbor to Midway, pp. 197–198 (says 1,500 yd（1,400米） for the cruisers with Shōhō); Hoyt, pp. 54–55; Cressman, pp. 96–97; Millot, p. 69; Dull, p. 132; Lundstrom (2006), pp. 168–169; Henry, pp. 54–56.
美军发动攻击时，祥凤正在为下层甲板的5架鱼雷机和3架零战做准备。一开始上空有3架零战，攻击开始后又有3架升空。
64. ↑  Lundstrom 2006, p. 169以及a privately made sketch from the Senshi Sōsho （页面存档备份，存于）。日本的官方战史《战史丛书》明确写到五藤的巡洋舰是散开来为航母提供空袭警戒，而并非提供对空火力支援
65. ↑  Brown, p. 62, Lundstrom, Pearl Harbor to Midway, pp. 198–206; Hoyt, pp. 55–61; Tully, "IJN Shoho"; Cressman, pp. 96–98; Millot, pp. 69–71; Dull, p. 132; Lundstrom (2006), pp. 168–169; Hata, p. 59; Morison, pp. 41–42; Willmott (2002), p. 43; United States Strategic Bombing Survey, p. 57.
迪克森的那句话被《芝加哥論壇報》的战地记者史坦利·约翰斯顿引用，发表在1942年6月号的文章上，其后在太平洋战争中被多次引用。列克星敦的舰长費德烈·薛曼称迪克森是第一个想出“平顶船”的人，此后这个词成为了航母的标准俚语。祥凤的203名获救船员之中，有72人负伤，舰长伊泽石之介大佐野得以生还。
66. ↑  Lundstrom, Pearl Harbor to Midway, 2006, pp. 196–197
67. ↑  ONI，第17頁; Lundstrom, Pearl Harbor to Midway, pp. 206–207; Hoyt, p. 61; Cressman, pp. 96–97; Millot, pp. 71–72; Lundstrom (2006), p. 170.
68. ↑  Prados, p. 309
69. ↑  Lundstrom, Pearl Harbor to Midway, pp. 207–208; Dull, p. 132; Lundstrom (2006), p. 169; Gillison, p. 519.
70. ↑  #神川丸詳報(1)p.11
71. ↑  Lundstrom, Pearl Harbor to Midway, pp. 207–208; Hoyt, p. 65; Lundstrom (2006), p. 175.
德博因水上飞机基地指挥官峰松秀夫Hideo Minematsu少尉研究了当天的目击报告，计算出了克雷斯和弗莱彻的舰队的真实位置，并于14:49通报了司令部。不过井上的参谋人员似乎没有注意到峰松的报告(Lundstrom, Pearl Harbor to Midway, p. 208)。
72. ↑  #暁の珊瑚海(文庫)242頁
73. ↑  Hoyt, p. 68.
另一方面，日方《#暁の珊瑚海(文庫)》pp. 248-249记载实际上受伤起火的是澳大利亚号。其时日方飞行员报告“一艘战舰起火左倾、桅杆几乎横在水面”，其后次席指挥小关中尉遂报告“一艘战列舰沉没”。
74. ↑  Tagaya, pp. 40–41
75. ↑  Salecker, pp. 180–181; Gill, pp. 49–50; Lundstrom, Pearl Harbor to Midway, pp. 208–209; Hoyt, pp. 66–69; Tagaya, pp. 40–41; Millot, pp. 63–66; Pelvin; Lundstrom (2006), pp. 159 & 171–174; Morison, pp. 38–39. 
根据Hoyt (p. 69)和Morison (pp. 20 & 39)的记载，麦克阿瑟的空军指挥官乔治·布雷特直接否认他的B17曾经误击克雷斯的事情，并且禁止继续讨论这一事件。Millot和Gill把这几架飞机错写成了B26。Gillison (p. 520)记载到，麦克阿瑟的飞行员直到战斗结束后才得知有盟军战舰在珊瑚海一带行动。Salecker则写道，这些B17之所以发动攻击，是因为他们把先前的日军飞机错认成了美军的B25或者B26。其中一架B17燃料耗尽后坠毁，但机组乘员成功跳伞后获救(Salecker, p. 181)。
76. ↑  Gill, pp. 50–51; Lundstrom, Pearl Harbor to Midway, pp. 208–209; Hoyt, pp. 66–69; Tagaya, pp. 40–41; Millot, pp. 63–66; Pelvin; Lundstrom (2006), pp. 159 & 171–174; Morison, pp. 38–39
克雷斯事后回忆起他在5月7日黄昏的情况，“我从（弗莱彻）那里没收到任何关于他的位置和意图的訊息，也丝毫不知他那天做了什么。”(Lundstrom 2006, p. 174; Gill, p. 50).
77. ↑  Lundstrom 2006, p. 175
78. ↑  #暁の珊瑚海(文庫)261-262頁
79. ↑  Lundstrom, Pearl Harbor to Midway, p. 209; Hoyt, pp. 61–62; Millot, p. 74; Lundstrom (2006), p. 175.
80. ↑  Lundstrom, Pearl Harbor to Midway, p. 209; Hoyt, pp. 61–62; Millot, pp. 74–75; Lundstrom (2006), pp. 175–176.
81. ↑  Lundstrom, Pearl Harbor to Midway, pp. 209–212; Hoyt, pp. 62–63; Cressman, pp. 99–100; Woolridge, pp. 38–39; Millot, p. 75; Lundstrom (2006), pp. 176–177; #瑞鶴詳報(1)p.45. 有部分资料记载日军被击落7架舰攻、1架舰爆，但实际上舰爆机队晚到了一些，并未被卷入到空战当中。
82. ↑  #暁の珊瑚海(文庫)300-301頁
83. ↑  Lundstrom, Pearl Harbor to Midway, pp. 214–218; Hoyt, pp. 63–64; Cressman, pp. 100–101; Woolridge, p. 39; Hoehling, pp. 45–47; Millot, pp. 75–76; Lundstrom (2006), pp. 176–180; #暁の珊瑚海(文庫)314,321頁, #MO機動部隊詳報(1)p.18, #瑞鶴詳報(1)p.48.
84. ↑  Lundstrom (2006), pp. 173–174. 蒂珀卡努号已经被派往埃法特岛为一支补给船队加油。另一艘油船E·J·亨利号正在蘇瓦，离努美阿地区尚有数日航程(Lundstrom 2006, p. 173)。
85. ↑  ONI，第19頁; Cressman, p. 101 and Lundstrom 2006, pp. 179–180
86. ↑  Lundstrom, Pearl Harbor to Midway, pp. 219–220; Hoyt, pp. 64 & 77; Cressman, p. 101; Hoehling, p. 47; Millot, pp. 78–79; Dull, p. 132; Lundstrom (2006), pp. 171 & 180–182.
87. ↑  Lundstrom 2006, p. 182
88. ↑  Lundstrom, Pearl Harbor to Midway, pp. 219–220; Cressman, p. 101; Lundstrom (2006), pp. 180–182.
89. ↑  Chihaya, p. 128.
90. ↑  Lundstrom 2006, p. 186
91. ↑  Lundstrom, Pearl Harbor to Midway, pp. 219–221; Millot, pp. 72 & 80; Dull, p. 132; Lundstrom (2006), pp. 181 & 186; Morison, p. 46.
92. ↑  Lundstrom 2006, p. 183
93. ↑  Lundstrom, Pearl Harbor to Midway, pp. 221–222; Hoyt, p. 75; Cressman, p. 103; Woolridge, p. 48; Millot, pp. 82–83 & 87; Dull, p. 132; Lundstrom (2006), pp. 181–184.
94. ↑  Lundstrom, Pearl Harbor to Midway, pp. 222–225; Hoyt, pp. 76–77; Cressman, p. 103; Woolridge, pp. 40–41; Hoehling, pp. 52–53; Millot, pp. 81–85; Dull, pp. 132–133; Lundstrom (2006), pp. 185–187; Morison, pp. 48–49.
95. ↑  Lundstrom, Pearl Harbor to Midway, pp. 224–227 & 243–246; Hoyt, pp. 79 & 89; Cressman, p. 104; Millot, p. 85; Dull, pp. 132–133; Lundstrom (2006), pp. 186–187; Morison, p. 49. 10:00不久，两架约克城号的直掩战斗机击落了一架九七飞行艇(Lundstrom 2006, p. 187).
96. ↑  Lundstrom, Pearl Harbor to Midway, pp. 228–231; Hoyt, pp. 79–84; Cressman, pp. 104–106; Hoehling, p. 62; Millot, pp. 87–88 & 91; Dull, p. 133; Lundstrom (2006), pp. 192–195; D'Albas, p. 105; Hata, pp. 42–43.
第二发命中由约翰·詹姆斯·鲍威尔取得，但他本人在俯冲的过程中被一架直掩零战击中身亡。
97. ↑  Lundstrom, Pearl Harbor to Midway, pp. 236–243; Hoyt, pp. 84–85; Cressman, p. 106; Hoehling, pp. 63–65; Millot, pp. 88–92; Dull, p. 133; Lundstrom (2006), pp. 195 & 559; D'Albas, p. 106.
98. ↑  Hata, p. 48
99. ↑  Lundstrom, Pearl Harbor to Midway, pp. 242–243; Hoyt, p. 86; Cressman, p. 106; Millot, pp. 91–92; Parshall, p. 63; Dull, p. 133; Lundstrom (2006), p. 195; Tully, "IJN Shokaku"  The destroyers which accompanied Shōkaku's retirement were Japanese destroyer Ushio 1930 and Japanese destroyer Yūgure 1934 (Tully).
100. ↑  Macintyre, Donald, Captain, RN. "Shipborne Radar", in United States Naval Institute Proceedings, September 1967, p.73; Lundstrom, Pearl Harbor to Midway, pp. 245–246; Hoyt, p. 92; Cressman, pp. 107–108; Millot, pp. 93–94; Lundstrom (2006), pp. 188–189.
101. ↑  Lundstrom, Pearl Harbor to Midway, pp. 246–251; Hoyt, p. 93; Cressman, p. 108; Lundstrom (2006), p. 189. 被击落而牺牲的SBD机组人员名单详见Cressman, p. 108.。
102. ↑  Lundstrom, Pearl Harbor to Midway, pp. 251–254; Hoyt, pp. 93–98 & 113–117; Cressman, p. 109; Woolridge, p. 42; Hoehling, pp. 67–81 & 97–98; Millot, pp. 94–96; Dull, pp. 133–134; Lundstrom (2006), pp. 188–190.
参战者中有人认为列克星敦号可能被命中了多达5枚鱼雷(Woolridge, p. 42 and Lundstrom 2006, p. 191)。
103. ↑  ONI，第55–56頁; Lundstrom, Pearl Harbor to Midway, pp. 254–259; Hoyt, pp. 98–103 & 117–122; Cressman, pp. 110–114: Hoehling, pp. 81–95 & 110–116; Millot, pp. 97–98; Dull, p. 134; Lundstrom, pp. 189–191; D'Albas, p. 107.
104. ↑  Lundstrom, Pearl Harbor to Midway, pp. 259–271; Cressman, pp. 106 & 114–115; Hoehling, pp. 100–101, Dull, p. 134; Lundstrom (2006), p. 192.
105. ↑  Lundstrom, Pearl Harbor to Midway, pp. 270–278; Cressman, pp. 115–117; Hoyt, pp. 144–147; Lundstrom (2006), pp. 193–195.
19架列克星敦号的飞机由约克城号回收(Millot, p. 100)。Parshall (p. 417)写到，很多被废弃的日军飞机其实并非真的无法再用，但只是因为瑞鹤的乘员甲板作业的水平不足，速度不够，一些飞机只能被废弃来腾出地方。
106. ↑  ONI，第39頁; Lundstrom, Pearl Harbor to Midway, pp. 274–277; Cressman, p. 116; Hoyt, p. 133; Lundstrom (2006), pp. 193–196; Spector, p. 162.
弗莱彻最初打算让受损的列克星敦号回港维修，然后把船上的飞机全部转移到约克城号上继续作战，但费奇14:22的訊息让他放弃了这个念头。事实上美军的舰载和陆基飞机看到了两次瑞鹤，但很显然，他们没意识到这其实是同一艘航母(Hoyt, p. 133)。
107. ↑  Lundstrom, Pearl Harbor to Midway, p. 278; Hoyt, pp. 132–133; Millot, p. 106; Dull, p. 134; Lundstrom (2006), pp. 195–196; D'Albas, p. 108.
108. ↑  Lundstrom, Pearl Harbor to Midway, pp. 273–282; Cressman, p. 117; Hoehling, pp. 121–197; Hoyt, pp. 134–150 & 153–168; Millot, pp. 99–103; Dull, p. 134; Lundstrom (2006), pp. 193 & 196–199; Morison pp. 57–60; Crave, pp. 449–450; Gillison, p. 519.
在列克星敦号上大火肆虐的时候，有几名飞行员要求把飞机飞到约克城号上，但被舰长舍尔曼拒绝了。列克星敦号上的阵亡名单、包括飞行中队的驾驶员请参见Hoehling, pp. 201–205。Hoyt、Millot和Morison给出的坐标是15°12′S 155°27′E / 15.200°S 155.450°E。伴随在列克星敦身旁最后时刻的包括明尼阿波利斯号、新奥尔良号、菲尔普斯号、莫里斯号、哈曼号和安德森号。莫里斯号和菲尔普斯号是最后离开列克星敦终结之地的(Lundstrom 2006, pp. 197, 204)。Gillison (p. 519)写到有8架B26从澳大利亚的汤斯维尔出发准备攻击井上的部队，但没找到日军舰船。
109. ↑  Gill, pp. 52–53; Pelvin; Lundstrom (2006), p. 198.
110. ↑  Lundstrom 2006, pp. 200 & 204
111. ↑  Lundstrom 2006, p. 204
112. ↑  Gill, p. 53; Lundstrom, Pearl Harbor to Midway, pp. 283–4; Millot, p. 105; Cressman, pp. 117–8; Hoyt, pp. 170–3; Pelvin.
9日一架约克城号的SBD在随行侦察任务时报告发现175海里（324）以外有一艘日本航母。约克城号派出了4架SBD，但没找到目标。后来认定该机可能是把礁石错认成航母了(Lundstrom 2006, pp. 205–6)。汤斯维尔的美国陆军也因为这个错误的訊息出动了14架B17。在这场乌龙中一架SBD坠海，但机组后来获救。
113. ↑  Lundstrom 2006, p. 205
114. ↑  Lundstrom, Pearl Harbor to Midway, pp. 284–90; Millot, pp. 106–7; Cressman, p. 118; Hoyt, p. 171; Dull, p. 134; Lundstrom (2006), pp. 200 & 206–7; Chihaya, pp. 124–5. 攻略部队10日返回拉包尔。高木本来打算完成运送台南空的飞机到拉包尔的任务后去支援RT作战的，但山本命令他返回日本。在修理损坏的飞机后，瑞鹤共有24架战斗机、13架俯冲轰炸机和8架鱼雷机可用。10日高木的侦察机发现了漂浮着的尼奥肖号，但高木认为不值得为此再发动攻击(Lundstrom 2006, p. 207)。宇垣缠自述是他以山本的名义起草了追击盟军舰艇的命令，并送出给高木(Chihaya, p. 124)。
115. ↑  Brown, p. 63, Lundstrom, Pearl Harbor to Midway, pp. 285–296 & 313–315; Millot, p. 107; Cressman, p. 120; Lundstrom (2006), pp. 208–211 & 216; Chihaya, pp. 126–127; Morison, pp. 61–62.
RY攻略部队包括一艘轻巡、一艘布雷舰、两艘驱逐舰和两艘运输船(Lundstrom)。高木的巡洋舰和驱逐舰在北面提供远程掩护。瑙鲁在8月25-26日遭到日军占领，没有遇到抵抗，从此日军一直驻扎于当地直至战争结束(Millot and Morison)。美军最初的情报显示山本的攻击目标是瓦胡岛，但5月17日中途岛开始成为可能的目标(Lundstrom 2006, pp. 208 & 212)。
116. ↑  Tully, "IJN Shokaku"; Hackett, "HIJMS Submarine I-28"; Parshall, p. 10; Lundstrom, Pearl Harbor to Midway, pp. 298–299; Blair, pp. 230–233; Tully, "Shōkaku" and "Zuikaku"; Pelvin; Gillison, p. 531.
4艘美国潜艇部署在特鲁克外，另外四艘则位于特鲁克和日本之间。Tully在书中写道翔鹤在12日与驱逐舰黑潮号、黑潮号和黑潮号在菲律宾海会合，潮号和夕暮号则返回护送瑞鹤号。
117. ↑  Holmes, p. 74; Blair, pp. 230–233
118. ↑  Willmott (2002), pp. 37–38.
119. ↑  Willmott (2002), pp. 37–38; Millot, pp. 114 & 117–118; Dull, p. 135; Lundstrom (2006), p. 135; D'Albas, p. 101; Ito, p. 48; Morison, pp. 63–64.
120. ↑  Wilmott (1983), pp. 286–287 & 515; Millot, pp. 109–111 & 160; Cressman, pp. 118–119; Dull, p. 135; Stille, pp. 74–76; Peattie, pp. 174–175.
121. ↑  ONI，第46–47頁; Millot, pp. 113–115 & 118; Dull, p. 135; Stille, pp. 48–51; Parshall, p. 407.
122. ↑  Parshall, p. 407
123. ↑  Crave, p. 451; Gillison, pp. 523–524. Gillison指出，弗莱彻和麦克阿瑟之间沟通不足，是5月7日克雷斯遭到友军误击的主要原因。
124. ↑  D'Albas, p. 102; Stille, pp. 4–5 & 72–78.
125. ↑  Millot, pp. 109–11; Dull, pp. 134–5; Lundstrom (2006), p. 203; D'Albas, p. 109; Stille, p. 72; Morison, p. 63
日本人一直认为自己击沉的是列克星敦号的姊妹舰萨拉托加号。
126. ↑  Edwin P. Hoyt, Japan's War, pp. 283–4 ISBN 0-07-030612-5
127. ↑  Wilmott (1983), pp. 286–7 & 515; Millot, pp. 109–11 & 160; Lundstrom (2006), p. 203; D'Albas, p. 109; Stille, p. 72; Morison, p. 63.
128. ↑  Willmott (1983), p. 118.
129. ↑  Lundstrom (2006), p. 203; D'Albas, p. 109; Stille, p. 72; Morison, p. 64.
130. ↑  William L. O'Neill, A Democracy At War: America's Fight At Home and Abroad in World War II, p. 119 ISBN 0-02-923678-9
131. ↑  William L. O'Neill, A Democracy At War: America's Fight At Home and Abroad in World War II, p. 125 ISBN 0-02-923678-9
132. ↑  Parshall, pp. 63–67, Millot, p. 118; Dull, p. 135; Lundstrom (2006), p. 203, Ito, pp. 48–49.
133. ↑  Parshall, pp. 63–67.
134. ↑  Willmott (1982), pp. 459–460; Parshall, pp. 58–59.
135. ↑  Parshall, pp. 63–67, 58–59 & 430; Ito, p. 59; Lundstrom (2006), p. 222.
136. ↑  Gill, pp. 55–56; Frame, p. 57.
137. ↑  McCarthy, p. 111.
138. ↑  USACMH (Vol II), pp. 138–139; Frame, p. 56; Bullard, pp. 87 & 94; McDonald, p. 77; Willmott (2002), pp. 98–99, 104–105, 113–114, 117–119.
139. ↑  Frank, p. 17 & 194–213; Willmott (2002), pp. 90–96.
140. ↑  Frank, p. 51.
141. ↑  Frank, p. 61–62 & 79–81.
142. ↑  Frank, p. 428–92; Dull, p. 245–69; Willmott (2002), pp. xiii–xvii, 158 & 167; Parshall, p. xx.
143. ↑  Dyer, George C. . The Amphibians Came to Conquer: The Story of Admiral Richmond Kelly Turner: 622.   [3 September 2010]. （原始内容存档于2017-01-28）.